# 元州邨
元州邨（英語：Un Chau Estate）是香港的一個公共屋邨，位於九龍深水埗區長沙灣元州街303號，即港鐵長沙灣站上蓋，原稱「元洲街邨」，於1969年落成。其後於1994年開始重建，重建後的新樓宇於1998年至2012年落成，並更名為「元州邨」，全邨由房屋署總建築師設計，現時由領先物業管理有限公司負責屋邨管理。

## 前元洲街邨
元洲街邨原址為船塢區，在1960年代填海後興建屋邨，初時為長沙灣政府廉租屋邨（後易名長沙灣邨）的第二期，全邨於1969年落成；在落成前，因應管理方便而從長沙灣政府廉租屋邨中分拆為元洲街政府廉租屋邨（英語：Un Chau Street Government Low Cost Housing Estate），名稱來自其旁邊的元洲街；是新型政府廉租屋邨，由屋宇建設委員會管理。新型政府廉租屋的單位擁有獨立的廚廁設備，比同期的徙置區先進。
1973年香港房屋委員會成立後改由房委會管理，並改名「元洲街邨」。
下表列出1970年的租金水平。
| 單位類型 | 住宅數量 | 1970年租金 |
| -------- | -------- | ---------- |
| 5人單位  | 2274     | $64–68     |
| 7人單位  | 2205     | $85–89     |
| 9人單位  | 523      | $109       |
| 單位總數 | 5002伙   | 5002伙     |

元洲街邨共有8座大廈，設計可以容納31,512人。當中1、2、3座相連，4、5、6、7座相連，而第8座則獨立1座，邨內有4所幼稚園、3所標準小學，分別為安安幼稚園、聖安琪幼稚園、丹心幼稚園、國際救援會祈格遜幼稚園暨託兒所、九龍靈糧小學、寶安商會第二學校和寶血會嘉靈學校；另有1個硬地7人足球場、153個停車位及36個店舖。此外，屋邨還設有2個標準街市，共提供42個街市檔位。
直至1994年，元洲街邨的重建計劃展開，第1至3座及第8座獲列入第1期重建計劃而於同年3月被拆卸，而其餘的第4至7座獲列入第2期重建計劃而於2000年5月26日（原定2月29日須遷出）起被拆卸，而受第2期重建計劃的居民大部份獲安置到1999年新建的樓宇。此外，九龍靈糧小學及寶血會嘉靈學校，分別於1993年及1999年，分別遷往馬鞍山利安邨和同區鄰近校舍。
| 重建前的元州街邨 | 重建前的元州街邨 | 重建前的元州街邨 | 重建前的元州街邨 | 重建前的元州街邨                   | 重建前的元州街邨                              |
| 樓宇座號         | 樓宇類型         | 落成年份         | 拆卸年份         | 重建後原地所屬的樓宇               | 安置屋邨                                      |
| ---------------- | ---------------- | ---------------- | ---------------- | ---------------------------------- | --------------------------------------------- |
| 第1座            | 新型廉租大廈     | 1970年           | 1994年           | 元康樓 元豐樓 元盛樓 元泰樓        | 麗安邨 南昌邨 李鄭屋邨 東頭邨 竹園北邨 翠屏邨 |
| 第2座            | 新型廉租大廈     | 1970年           | 1994年           | 元康樓 元豐樓 元盛樓 元泰樓        | 麗安邨 南昌邨 李鄭屋邨 東頭邨 竹園北邨 翠屏邨 |
| 第3座            | 新型廉租大廈     | 1970年           | 1994年           | 元康樓 元豐樓 元盛樓 元泰樓        | 麗安邨 南昌邨 李鄭屋邨 東頭邨 竹園北邨 翠屏邨 |
| 第4座            | 新型廉租大廈     | 1969年           | 2000年           | 元樂樓 元雅樓 元智樓 元禧樓 元健樓 | 元豐樓 元盛樓 元泰樓                          |
| 第5座            | 新型廉租大廈     | 1969年           | 2000年           | 元樂樓 元雅樓 元智樓 元禧樓 元健樓 | 元豐樓 元盛樓 元泰樓                          |
| 第6座            | 新型廉租大廈     | 1969年           | 2000年           | 元樂樓 元雅樓 元智樓 元禧樓 元健樓 | 元豐樓 元盛樓 元泰樓                          |
| 第7座            | 新型廉租大廈     | 1969年           | 2000年           | 元樂樓 元雅樓 元智樓 元禧樓 元健樓 | 元豐樓 元盛樓 元泰樓                          |
| 第8座            | 新型廉租大廈     | 1969年           | 1994年           | 元和樓 元州商場                    | 麗安邨 南昌邨 李鄭屋邨 東頭邨 竹園北邨 翠屏邨 |

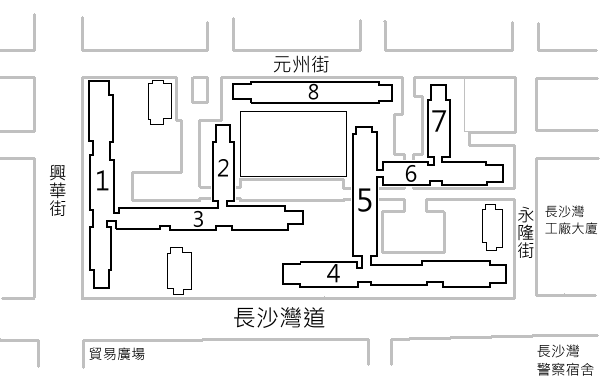
舊元洲街邨樓宇分布圖
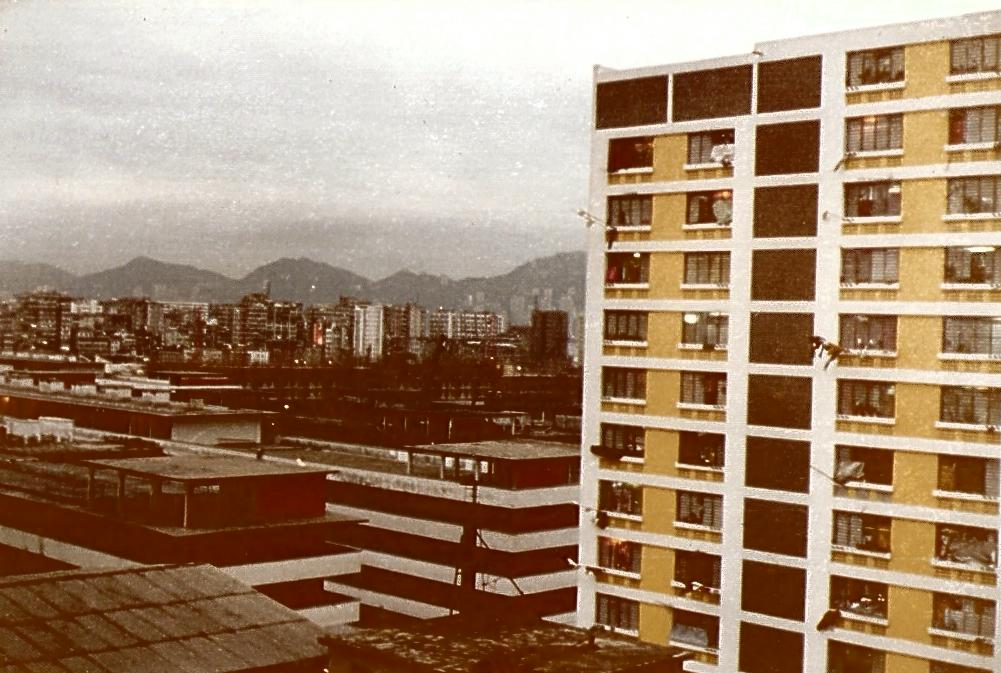
1980年代的元洲街邨外貌
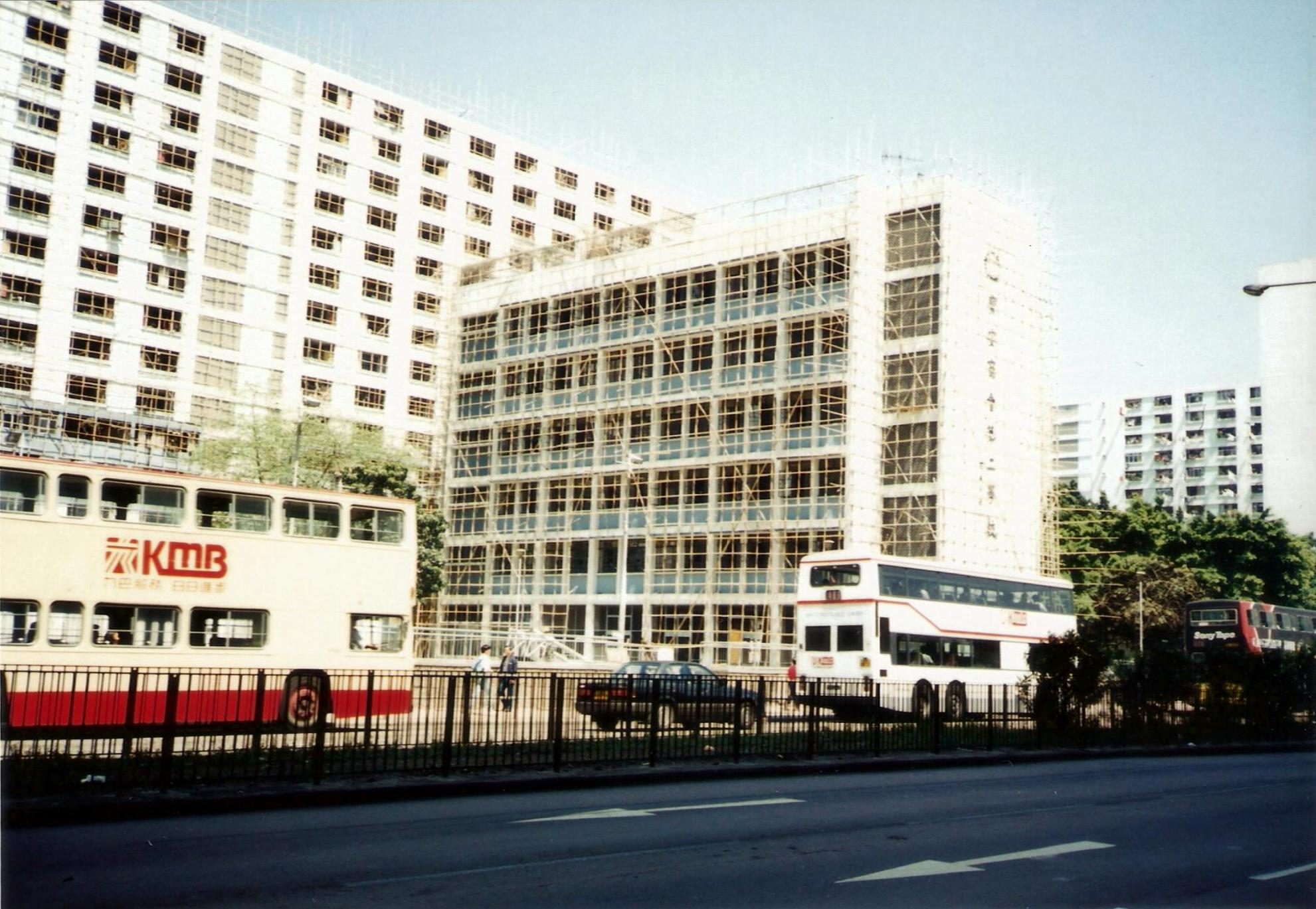
1994年，清拆前的元洲街邨第三座及寶安商會第二學校

## 元州邨

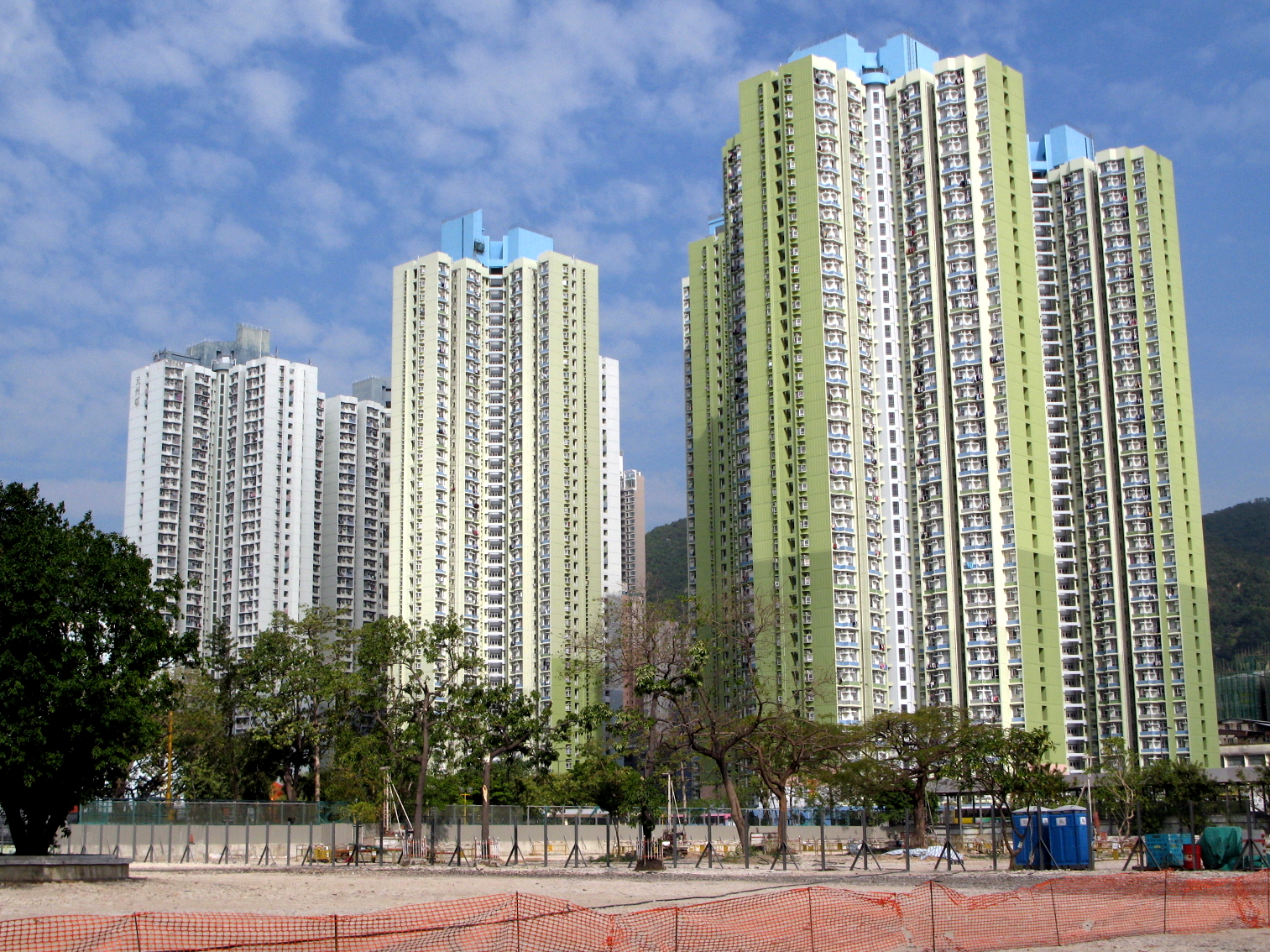
元州邨第1期至第4期樓宇（2008年12月）

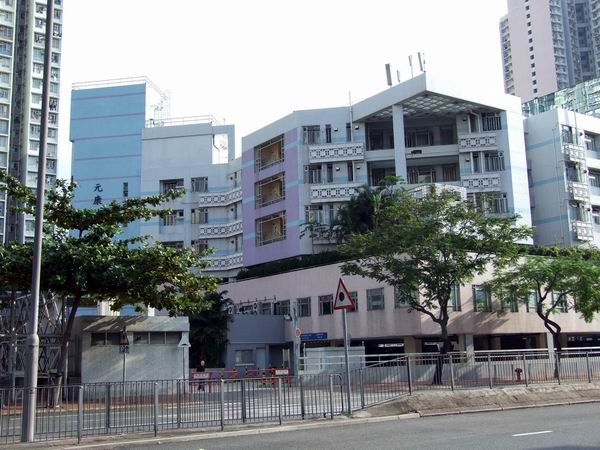
元州邨第1期元康樓（2006年11月）

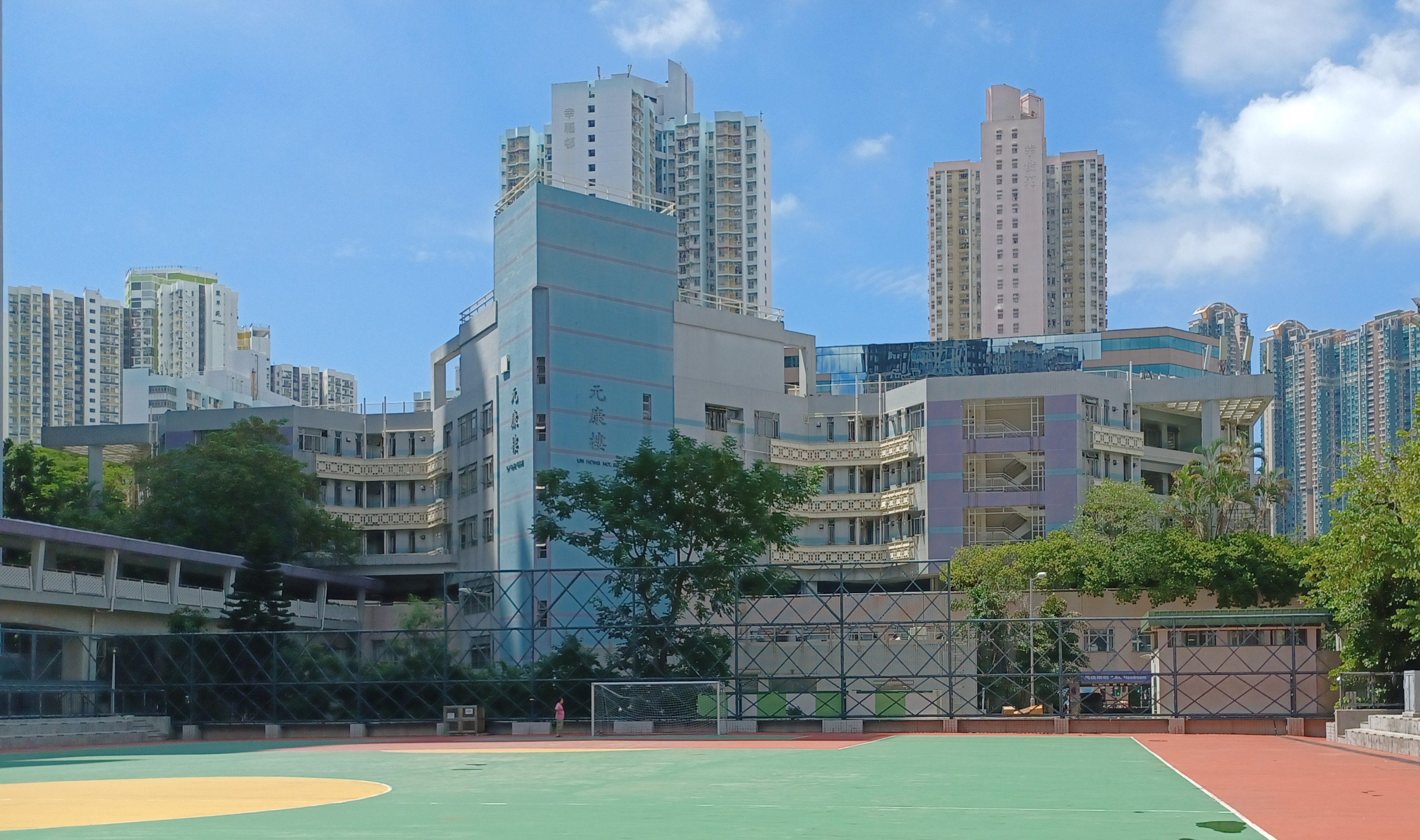
元州邨第1期元康樓（2022年9月）

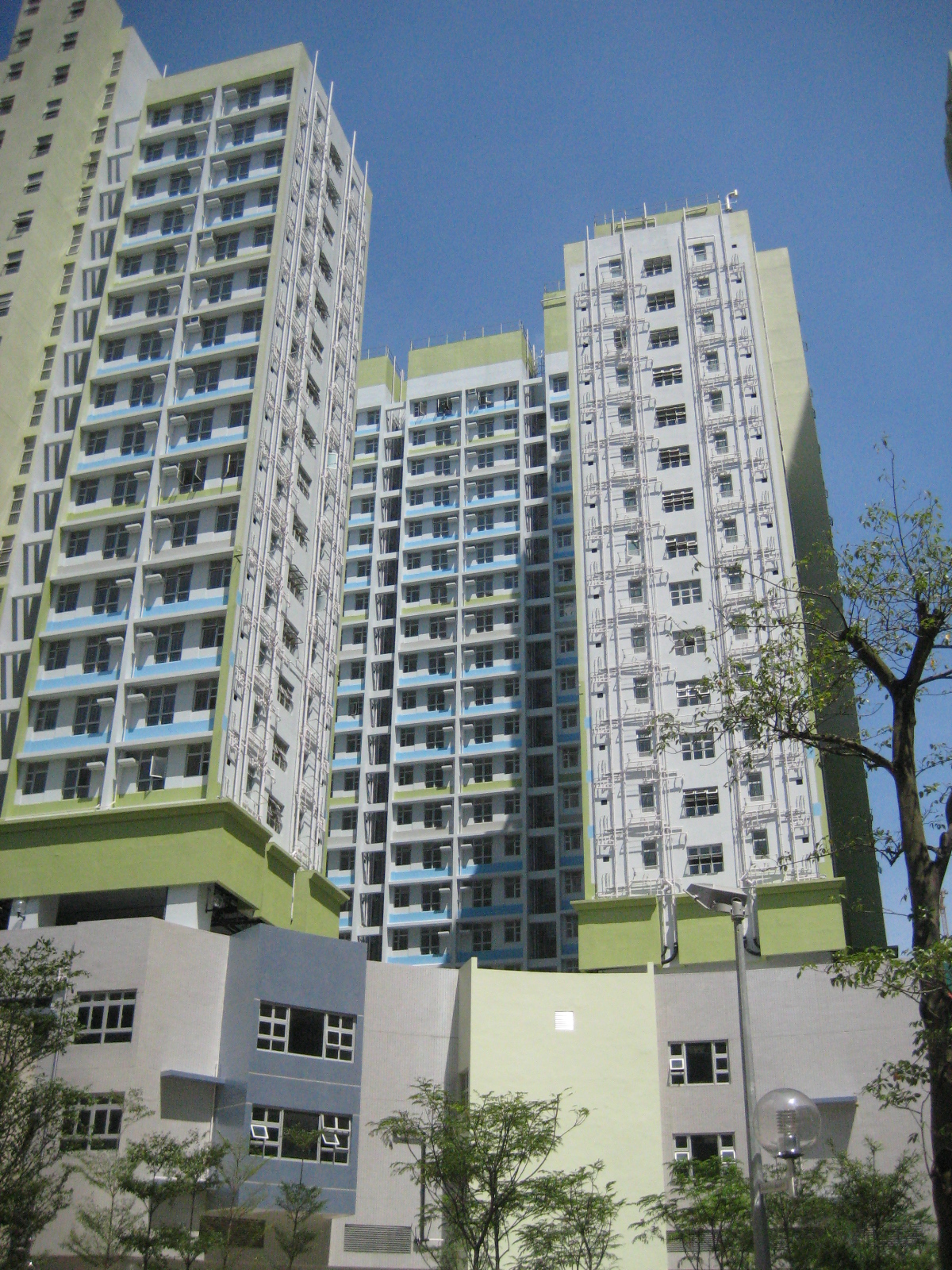
元州邨第4期元健樓

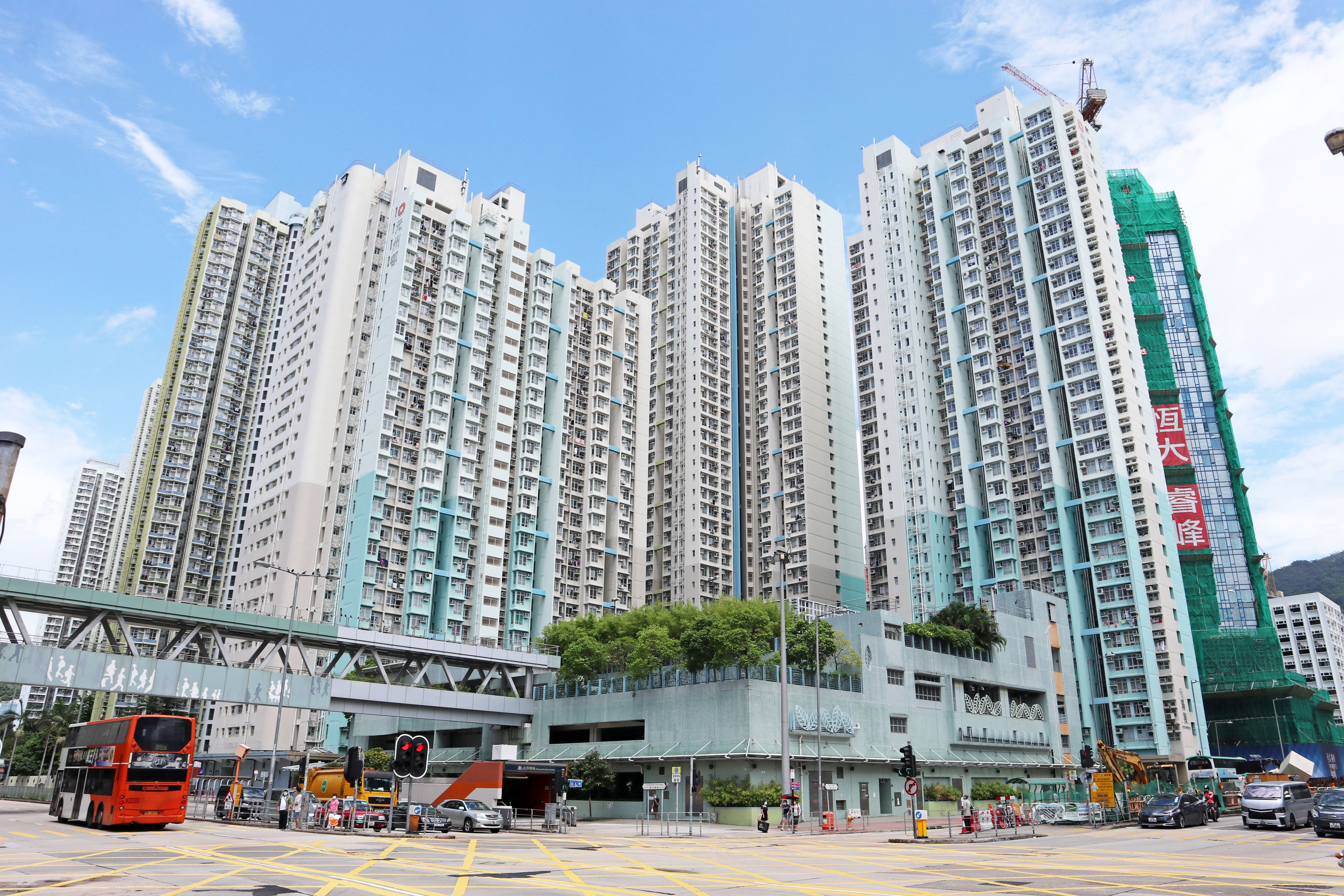
元州邨第5期樓宇元逸樓、元滿樓、元慧樓、元謙樓（2020年9月）

在重建期間，「元州邨」這個名字僅套用在重建新廈上，重建前的廉租屋仍屬「元洲街邨」，因此便曾經同時存在「元州邨」和「元洲街邨」。
元州邨重建計劃共分成5期，
- 第1期：元康樓、元和樓、興華街足球場及多層停車場
- 第2期：元樂樓、元雅樓、元智樓、元禧樓
- 第3期：元盛樓、元豐樓及元泰樓
- 第4期：元健樓
- 第5期：元滿樓、元慧樓、元逸樓及元謙樓

元州邨第1期及第3期重建計劃於1998至1999年完成，包括3座40層高的和諧一型大廈、兩座4層長者住屋大廈、停車場及興華街足球場。
元州邨第2期原址本規劃為居屋，並擬興建4座新和諧一型第四款居屋大廈（建於2層高停車場平台上），而第4期為小型單位出租公屋大廈，均預計於2004年竣工。但因停建居屋的關係，令到地盤曾空置一段時間，隨後改為興建出租公屋單位，而最終第2期設計亦有所簡化，包括住宅大廈改用出租公屋款式，停車場平台的設計亦被取消。第2期及第4期重建計劃由房屋署總屋宇裝備工程師伍達群負責相關屋宇裝備工程，已於2008年8月完成，所興建的樓宇用以安置因蘇屋邨清拆重建計劃而受影響的居民。此計劃包括四座40層高的新和諧一型大廈，共提供3196個單位、一座20層高小型單位大廈連基座安老院，共337個單位。

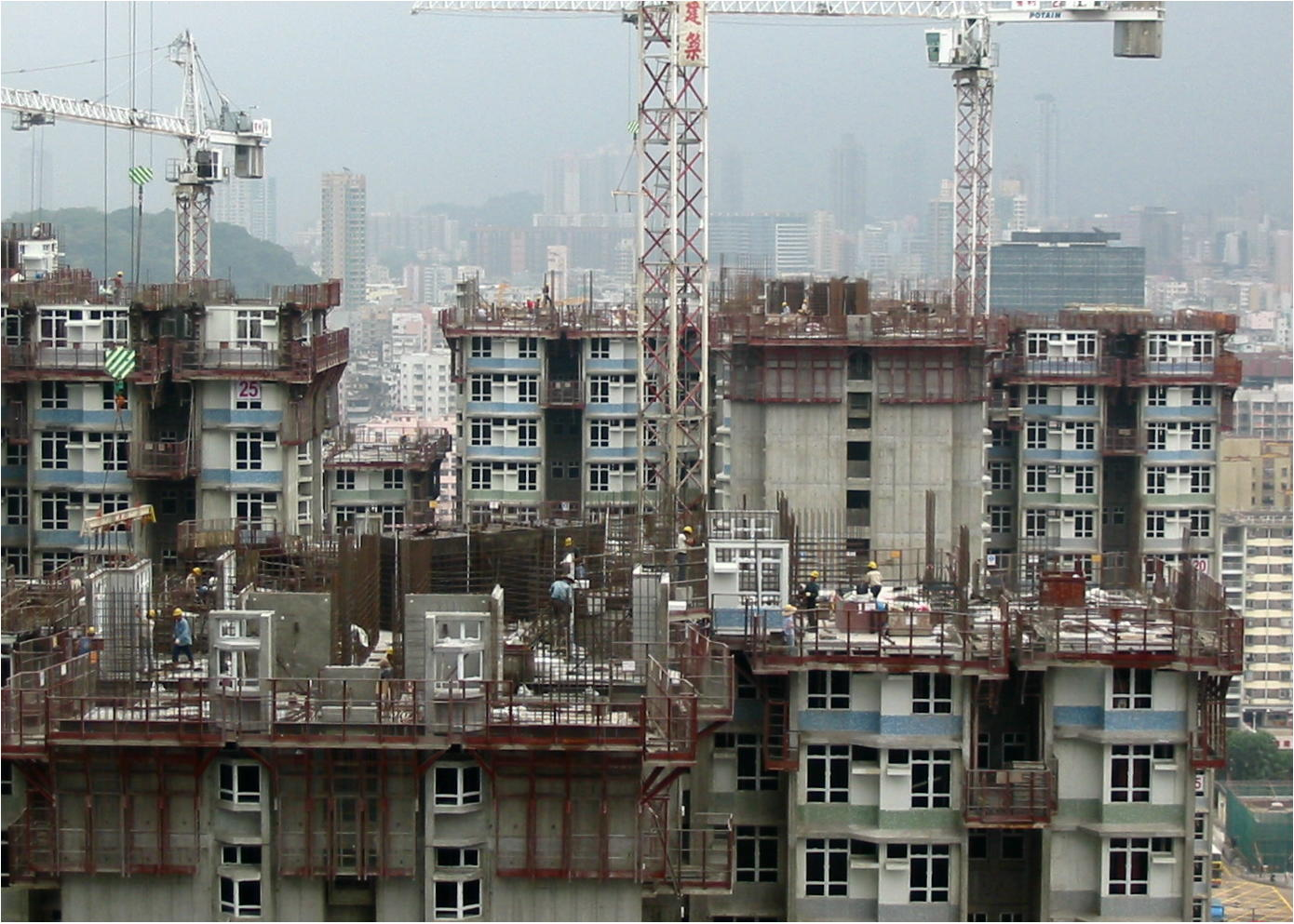
興建中的元州邨新和諧一型大廈（2006年11月）
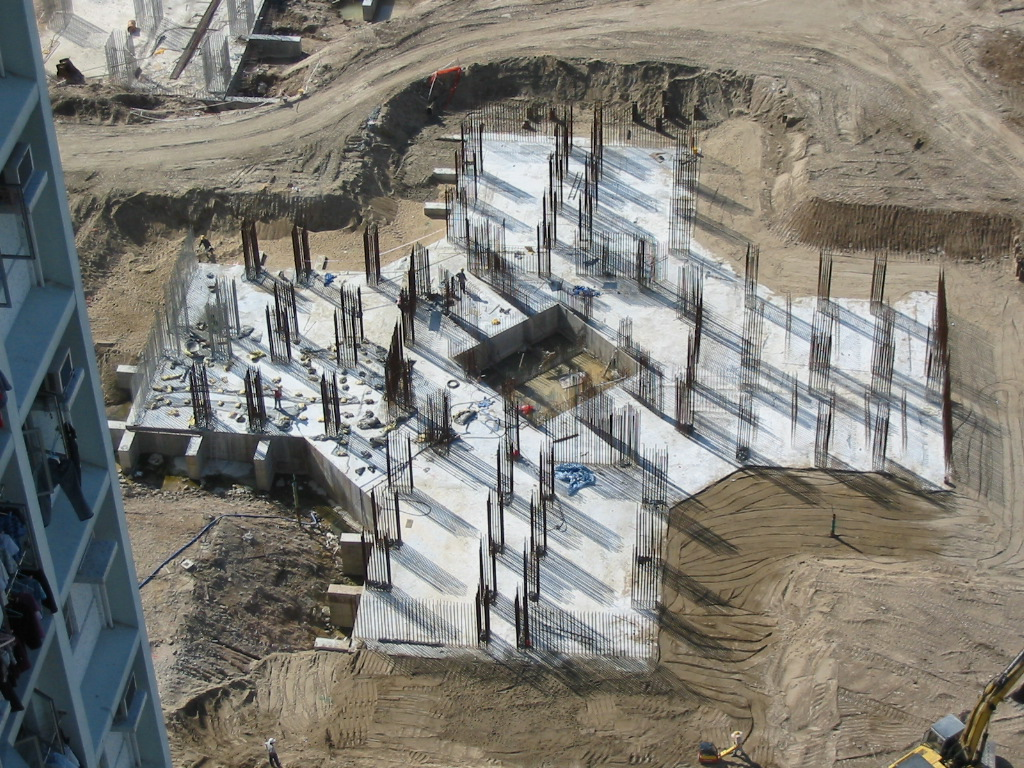
其中一座新和諧一型大廈的地基，即後來的元樂樓（2003年6月）
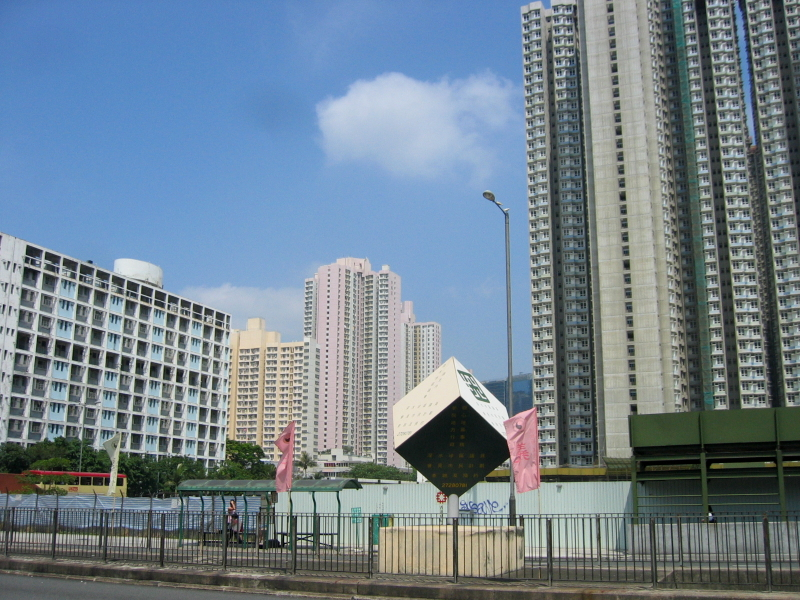
圖右是元州邨第2期重建計劃所興建的樓宇，屬新和諧一型大廈（2007年5月）

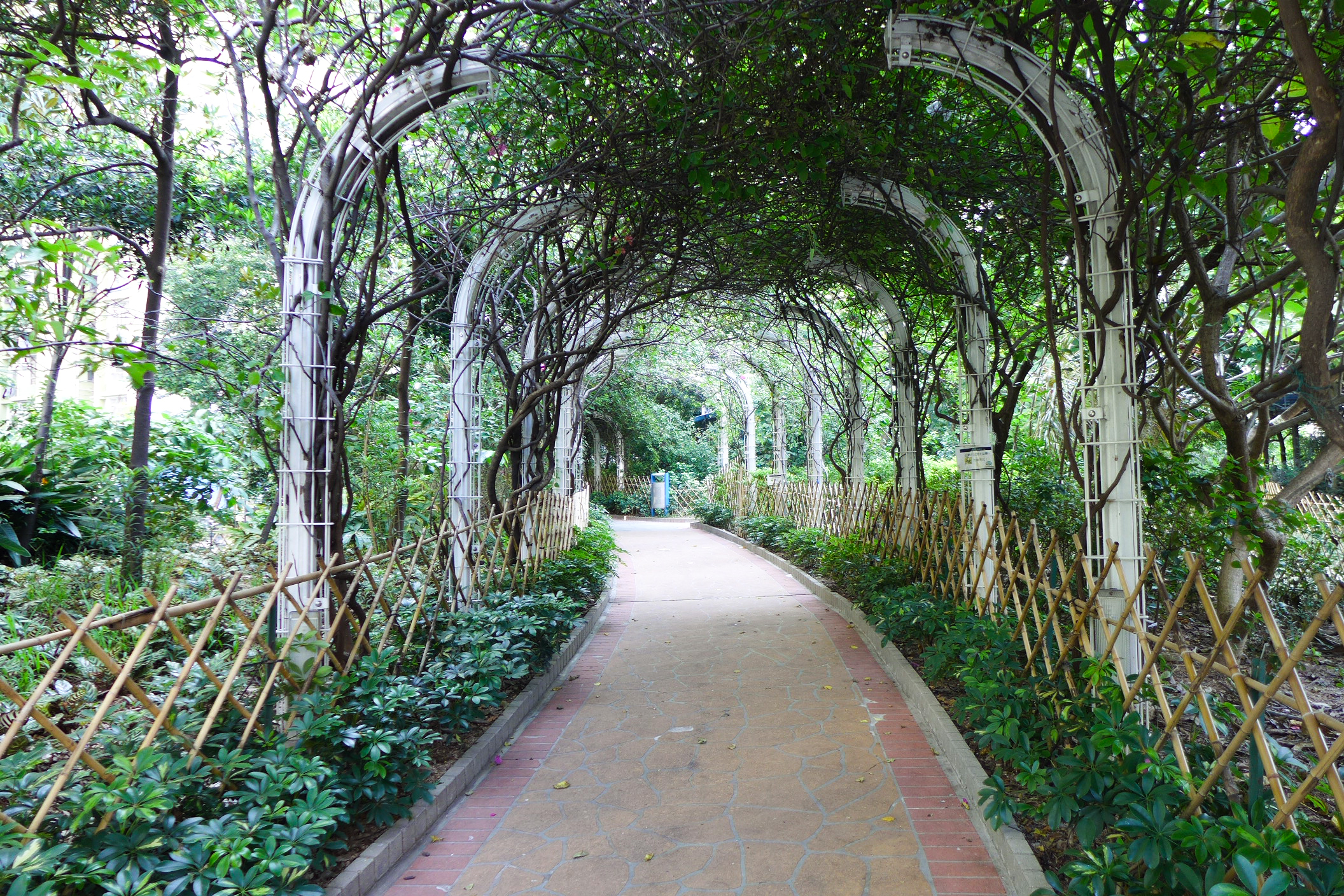
元州邨第2期元樂樓側設有一條30米長的簕杜鵑花隧道，近年成為打卡熱點（2016年9月）

元州邨第2期元樂樓側有一條約30米長的簕杜鵑花隧道，每逢3至4月一片花海下，吸引不少市民拍攝。

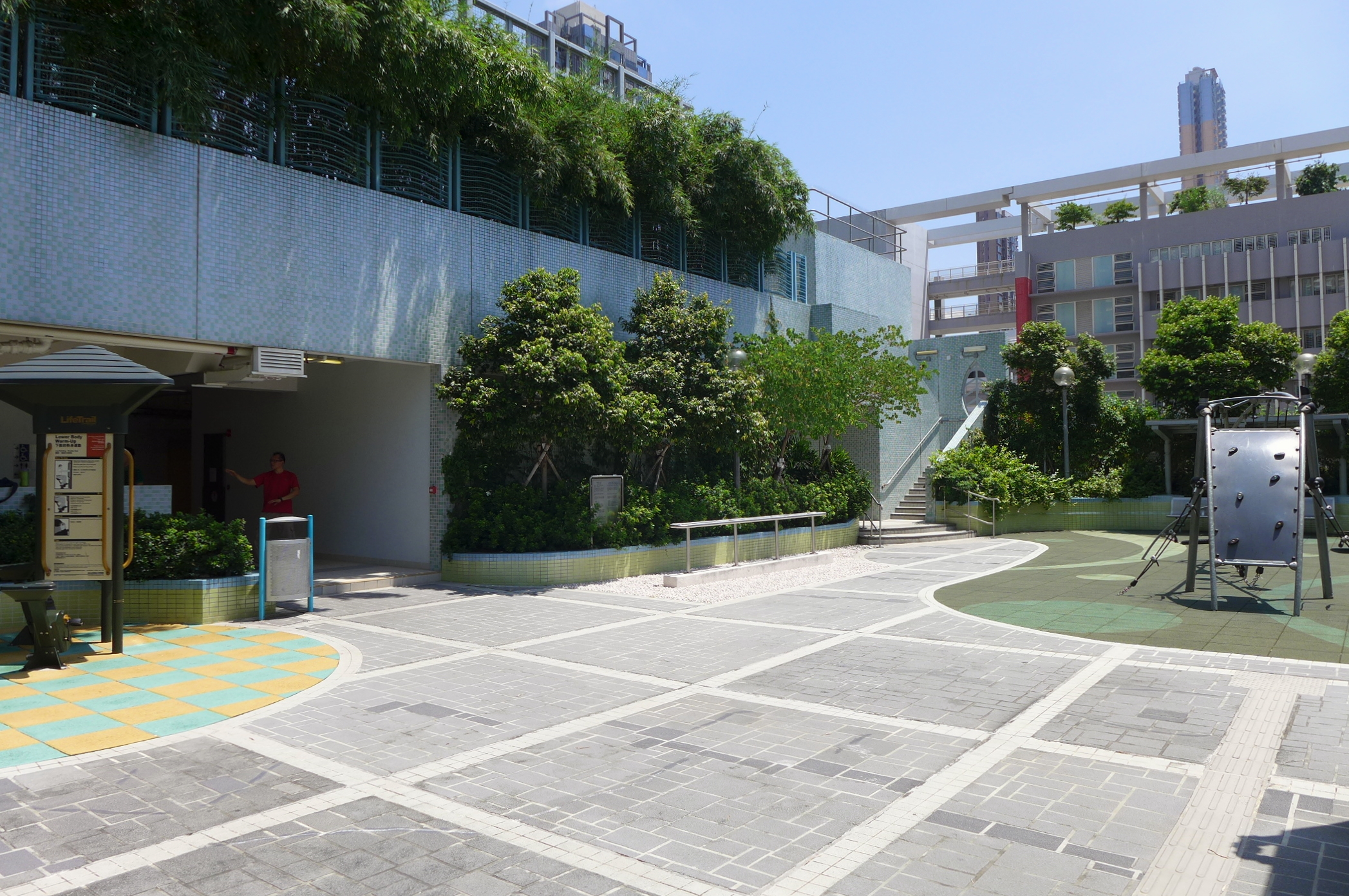
元州邨第5期元謙樓的平台花園（2015年9月）

已拆卸的長沙灣工廠大廈空地獲納入元州邨第5期，原址有兩幢40層及33層的非標準設計大廈、1幢27層單向大廈、長者護理設施及小型花園，已於2012年中陸續入伙，所興建的樓宇用以安置因蘇屋邨清拆重建計劃而受影響的居民。現在，元州邨第2期與第5期之間的永隆街已拆去，納入邨內道路及屋邨範圍，並興建有蓋通道連接長沙灣站C1出口，另新設升降機連接長沙灣站A3出口及直達元州邨第5期，已於2012年4月26日投入服務，仍存在的工廠大廈間的永隆街及福榮街將會保留。

### 樓宇
| 樓宇名稱（座號）      | 樓宇類型                      | 落成年份 | 層數 | 每層伙數                         | 每座單位總數（伙） | 建築師         | 承建商                            | 提供升降機的廠商 | 期數 |
| --------------------- | ----------------------------- | -------- | ---- | -------------------------------- | ------------------ | -------------- | --------------------------------- | ---------------- | ---- |
| 元康樓（第2座）       | 長者住屋大廈二型              | 1998年   | 5    | 66                               | 200                | 房屋署總建築師 | 興利建築 （爛尾後由煥利建築接手） | 富士達           | 1    |
| 元和樓（第3座）       | 長者住屋大廈二型              | 1999年   | 5    | 66                               | 200                | 房屋署總建築師 | 興利建築 （爛尾後由煥利建築接手） | LG               | 3    |
| 元泰樓（第5座）       | 和諧一型 （第三代後期第六款） | 1999年   | 40   | 20（1-18樓，20-40樓） 19（19樓） | 799                | 房屋署總建築師 | 瑞安承建                          | LG               | 3    |
| 元豐樓（第4座）       | 和諧一型 （第三代後期第六款） | 1999年   | 40   | 20（1-18樓，20-40樓） 19（19樓） | 799                | 房屋署總建築師 | 瑞安承建                          | LG               | 3    |
| 元盛樓（第6座）       | 和諧一型 （第三代後期第五款） | 1999年   | 40   | 20（1-18樓，20-40樓） 19（19樓） | 799                | 房屋署總建築師 | 瑞安承建                          | LG               | 3    |
| 元樂樓（第7座／A座）  | 新和諧一型（第六款）          | 2008年   | 40   | 20（1-18樓，20-40樓） 19（19樓） | 799                | 房屋署總建築師 | 有利建築                          | 通力             | 2    |
| 元雅樓（第8座／B座）  | 新和諧一型（第六款）          | 2008年   | 40   | 20（1-18樓，20-40樓） 19（19樓） | 799                | 房屋署總建築師 | 有利建築                          | 通力             | 2    |
| 元智樓（第9座／C座）  | 新和諧一型（第三款）          | 2008年   | 40   | 20（1-18樓，20-40樓） 19（19樓） | 799                | 房屋署總建築師 | 有利建築                          | 通力             | 2    |
| 元禧樓（第10座／D座） | 新和諧一型（第三款）          | 2008年   | 40   | 20（1-18樓，20-40樓） 19（19樓） | 799                | 房屋署總建築師 | 有利建築                          | 通力             | 2    |
| 元健樓（第11座）      | 小型單位大廈 （和諧式設計）   | 2008年   | 20   | 23                               | 337                | 房屋署總建築師 | 有利建築                          | 通力             | 4    |
| 元謙樓（第12座）      | 長者護理設施連輔助服務大樓    | 2012年   | 2    | （沒有住宅單位）                 | （沒有住宅單位）   | 房屋署總建築師 | 中國建築                          | 星瑪             | 5    |
| 元滿樓（第13座）      | 非標準設計大廈 （Z型）        | 2012年   | 33   | 16                               | 527                | 房屋署總建築師 | 中國建築                          | 星瑪             | 5    |
| 元慧樓（第14座）      | 非標準設計大廈 （Z型）        | 2012年   | 40   | 16                               | 639                | 房屋署總建築師 | 中國建築                          | 星瑪             | 5    |
| 元逸樓（第15座）      | 非標準設計大廈 （L型）        | 2012年   | 27   | 13                               | 320                | 房屋署總建築師 | 中國建築                          | 星瑪             | 5    |

（註：上述座號是以房屋署Estate Property的記錄及房屋署圖則查閱網為依歸。另外不設第1座）

元州商場屬第三期（商場詳細簡介見下文）。

### 幼稚園
- 宣道會雷蔡群樂幼稚園 （页面存档备份，存于）（1999年創辦）（位於元盛樓地下）
- 香港基督教女青年會趙靄華幼兒學校 （页面存档备份，存于）（2000年創辦）（位於元豐樓B及C翼地下）

### 元州商場
元州邨設有一個雙層商場、一個單層商場及停車場，稱為元州商場。
元州商場是領展旗下的商場,位於九龍深水埗長沙灣元州街303號
鄰近港鐵長沙灣站。原屬香港房屋委員會旗下商場,現由領展房地產投資信託基金擁有。商場於1999年落成。隨後於2014年3月進行翻新工程。於2015年上旬竣工。
元州商場樓高兩層,由兩座建築物組成。包括元州邨元和樓下方，樓高兩層的基座,以及位於元州停車場地面的商舖,
分別稱為元州商場二期和一期 。以行人天橋連接,樓面面積約50,868平方呎。
商場設有近50個商舖。主要租戶包括：惠康超級廣場（F01號舖），經典廚房(F11&F12號舖)，屈臣氏(G03號舖)，KFC(G04號舖)等

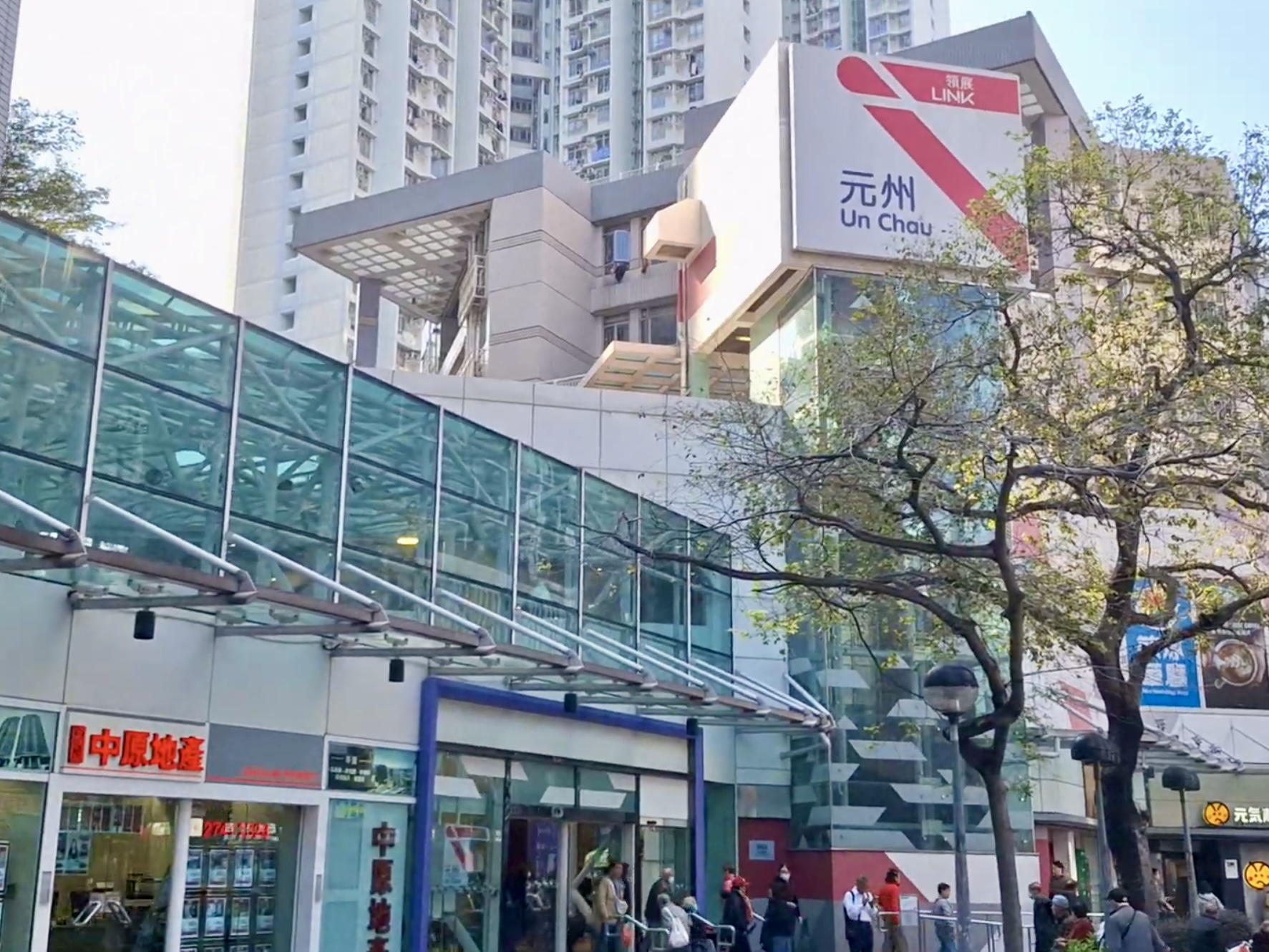
元州商場北面外觀（2024年12月）
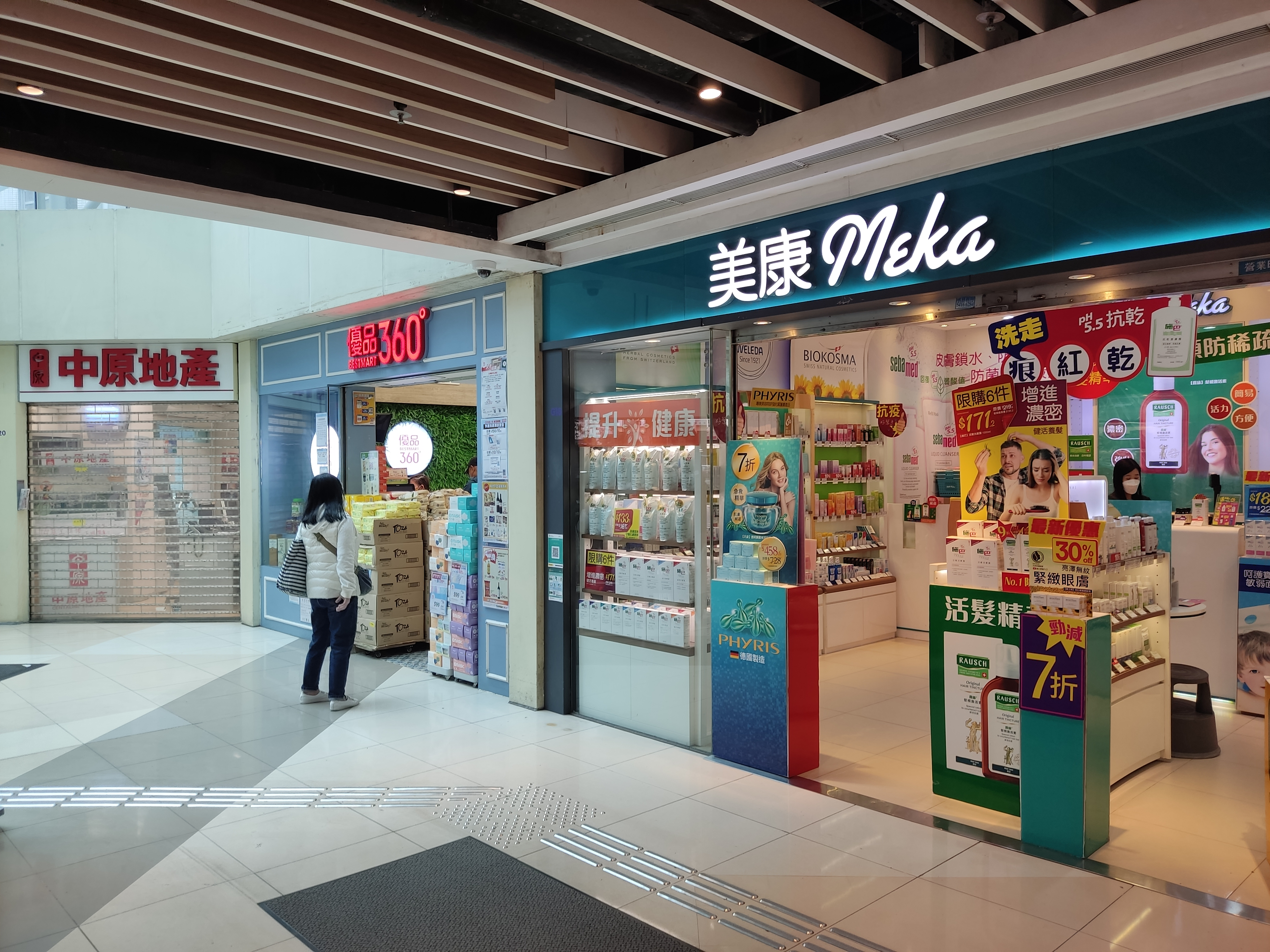
元州商場地下(2022年8月)
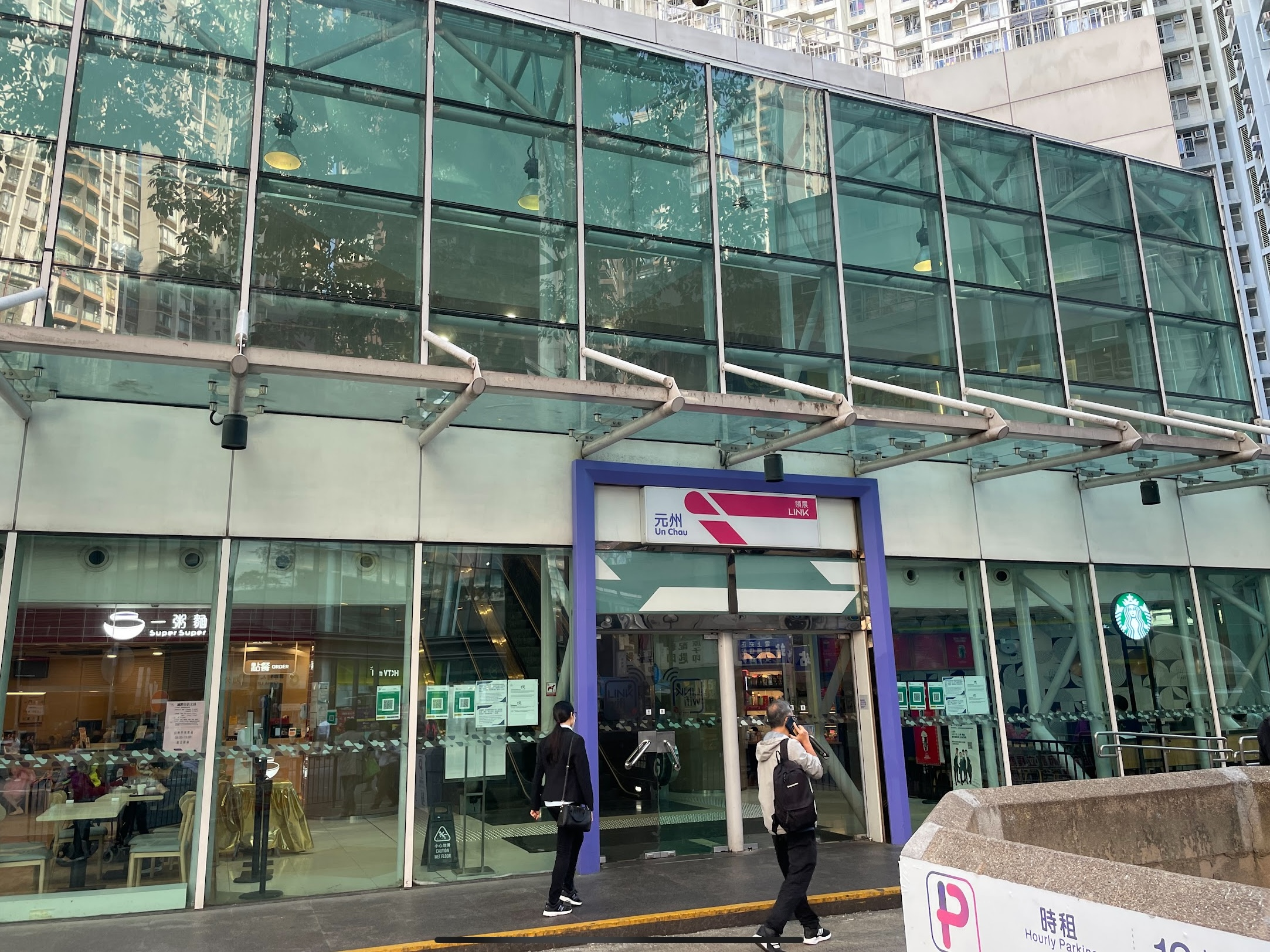
元州商場南面外觀（2023年6月）
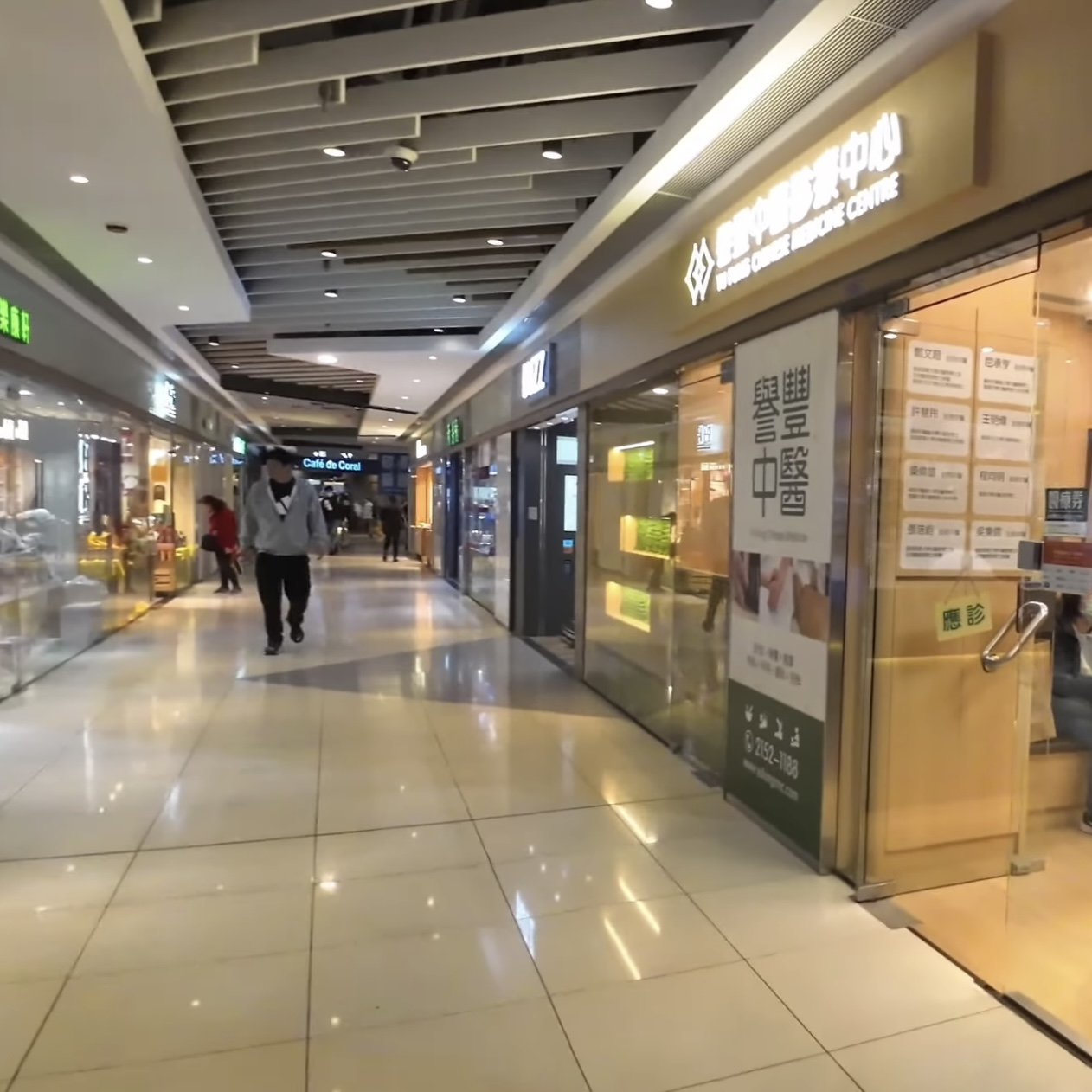
元州商場一樓（2024年8月）
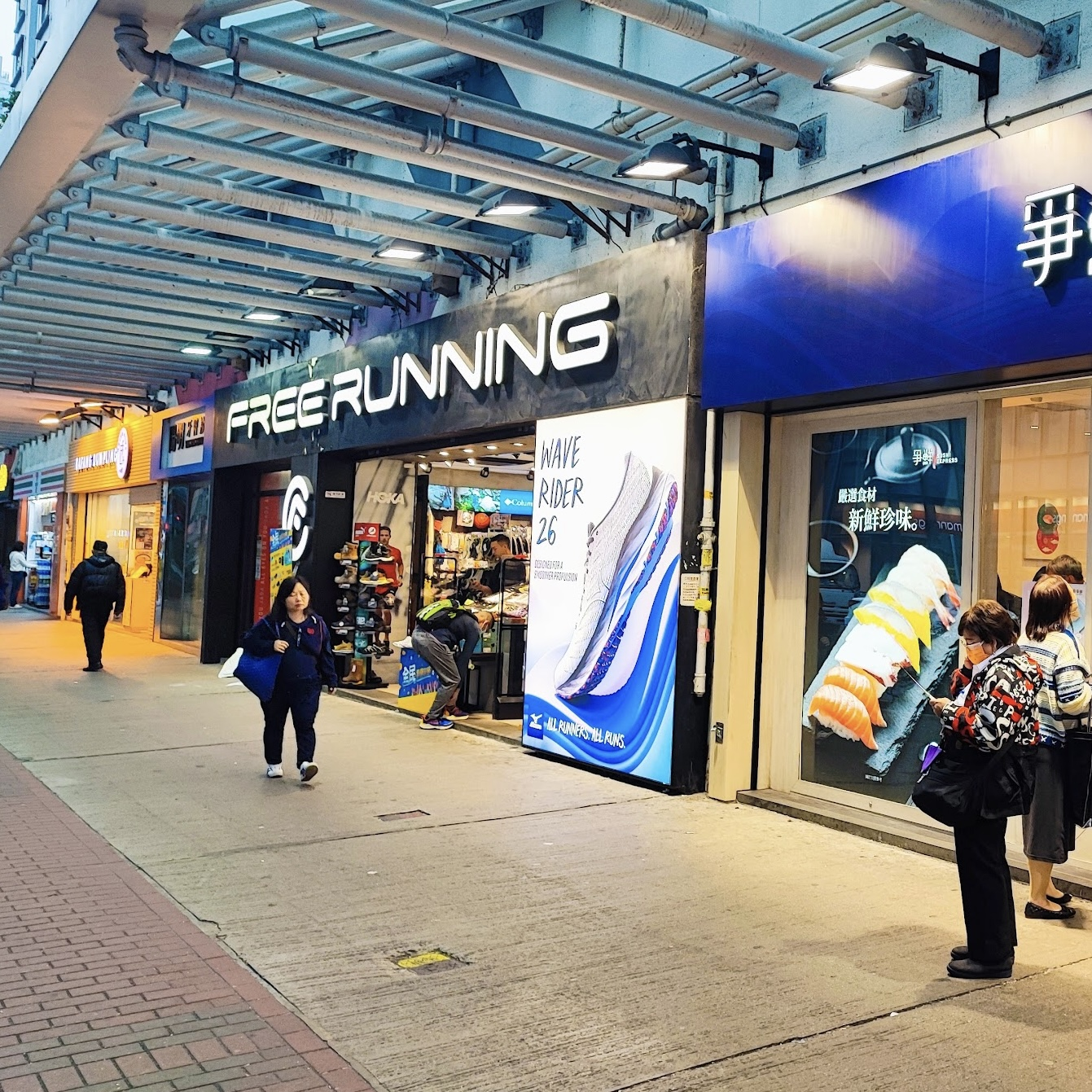
元州停車場地面商鋪（2022年）
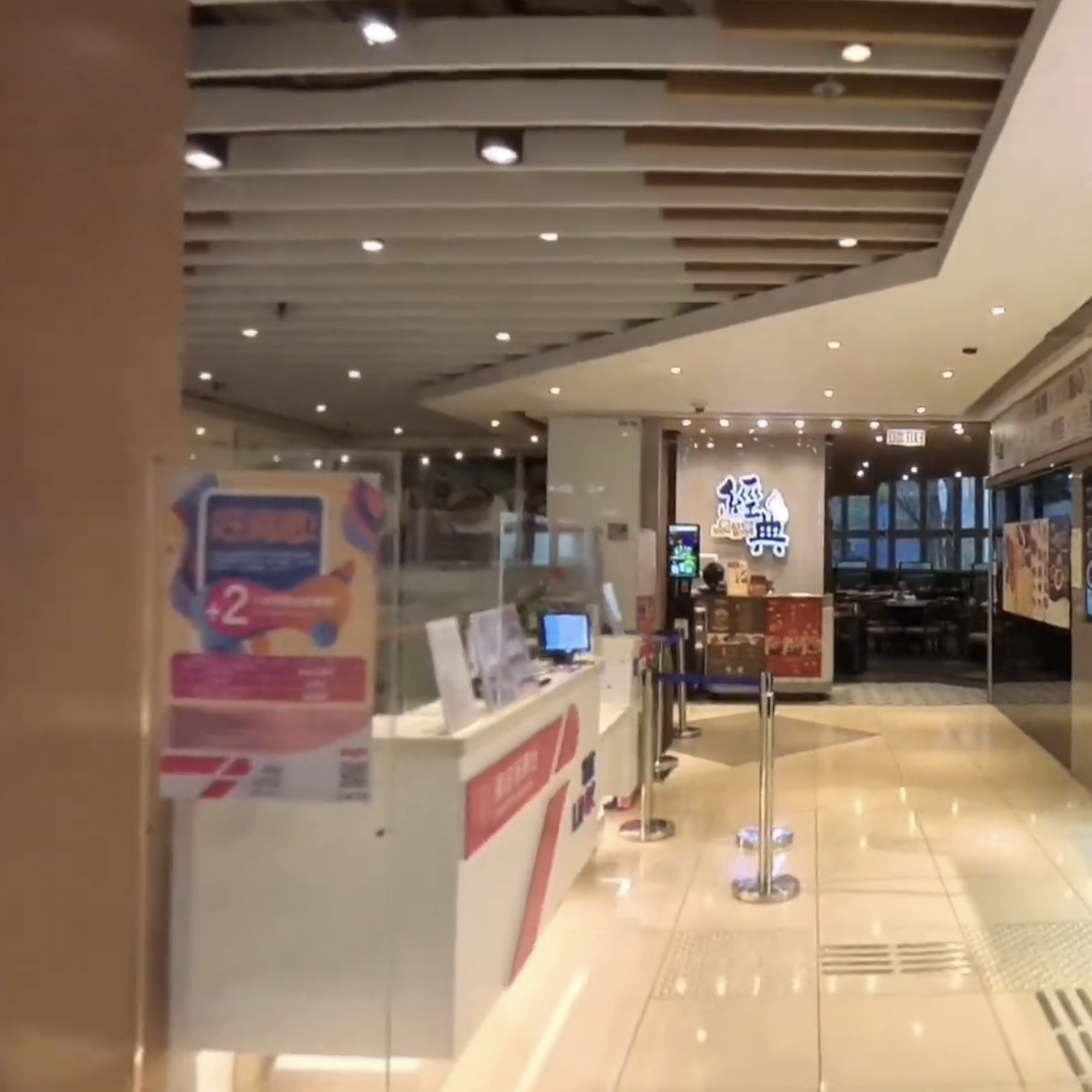
位於一樓的顧客服務台
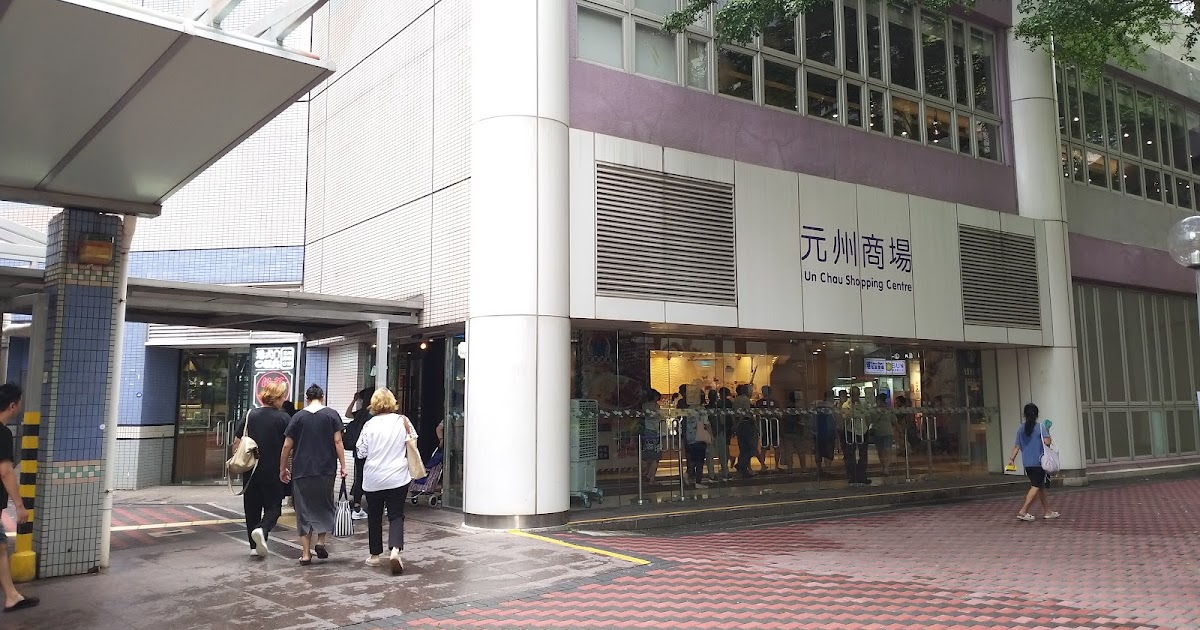
連接長沙灣站的出入口（2024年）

#### 翻新工程前圖片

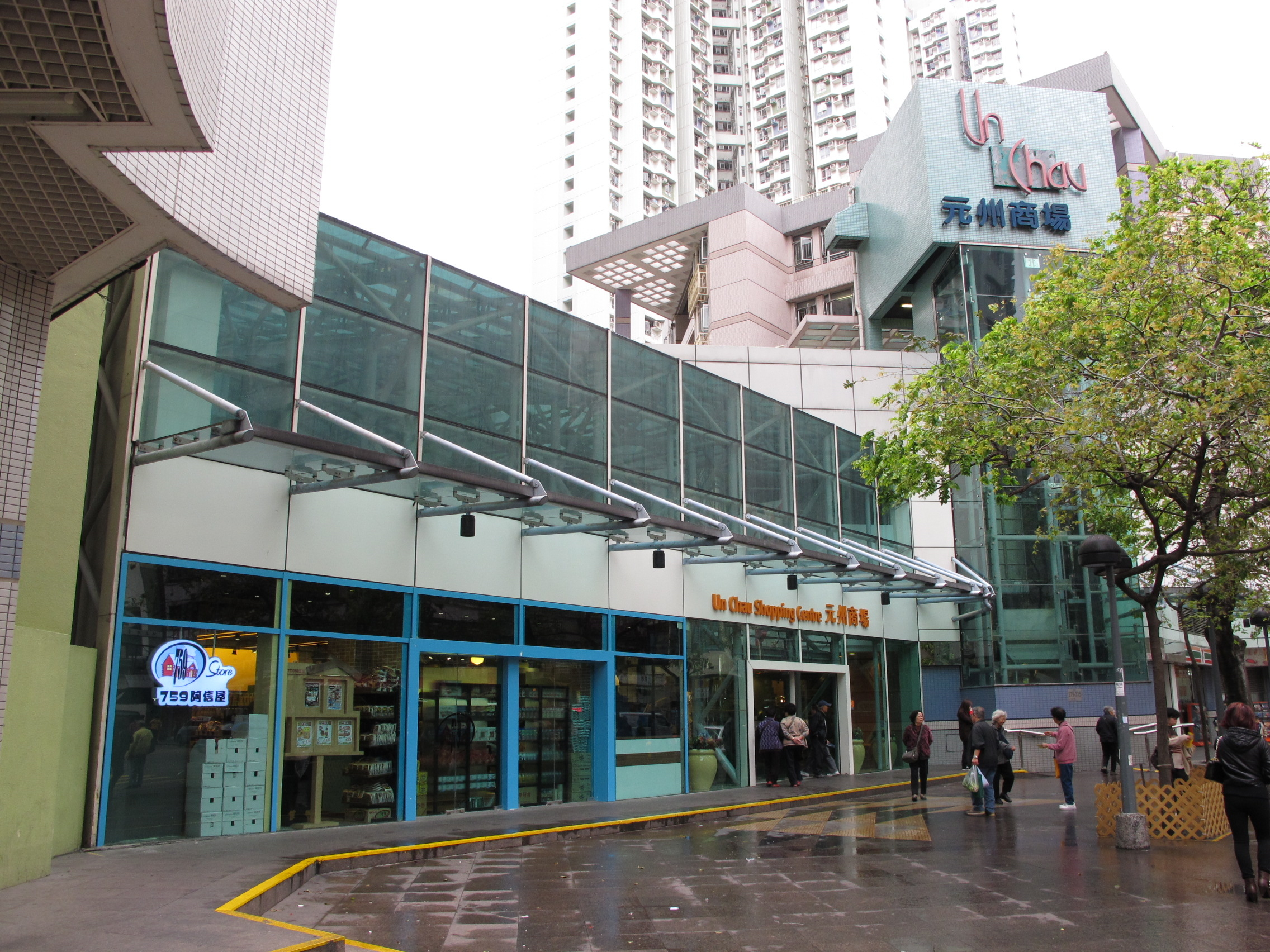
元州商場北面外觀（2013年3月）
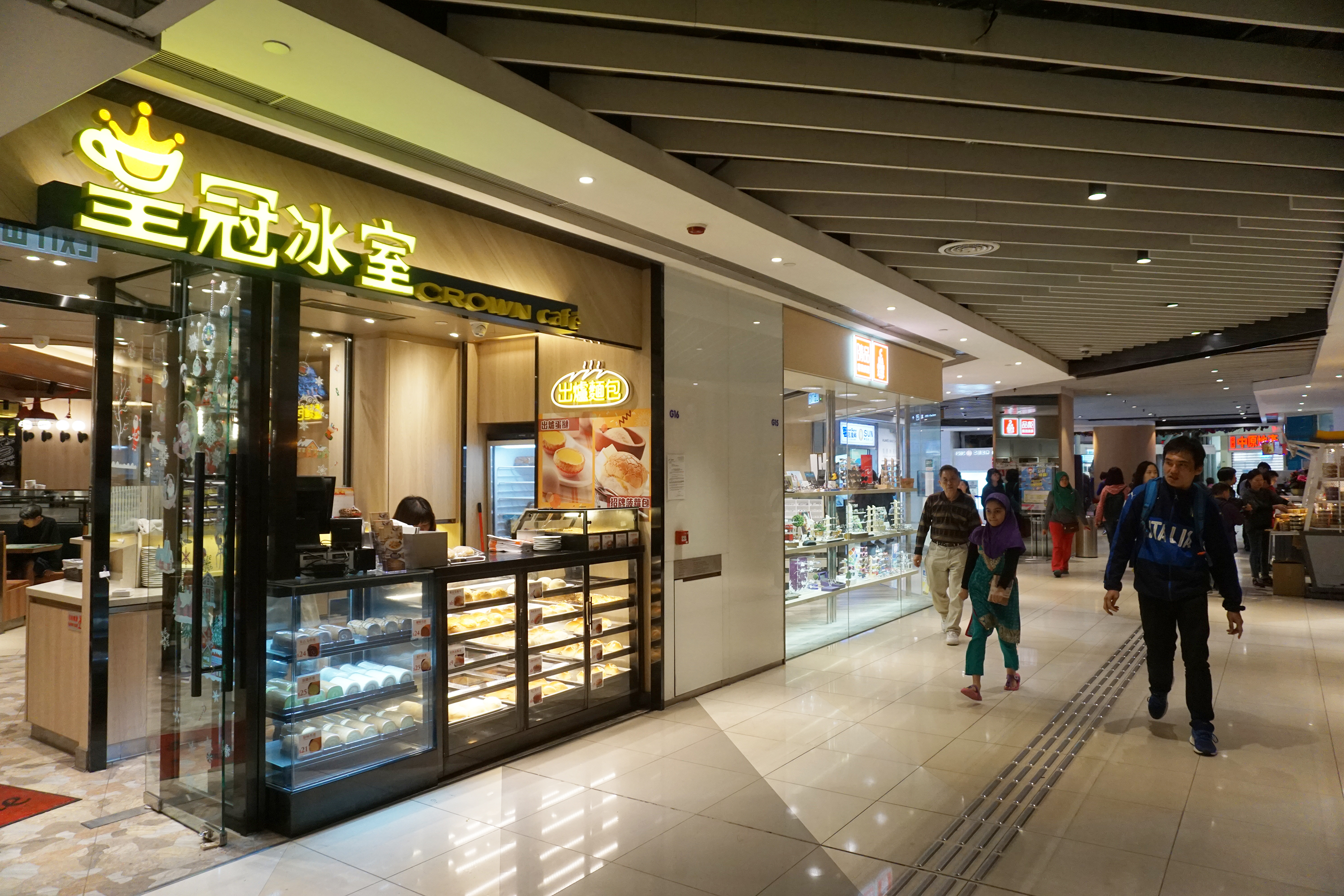
元州商場地下（2018年）
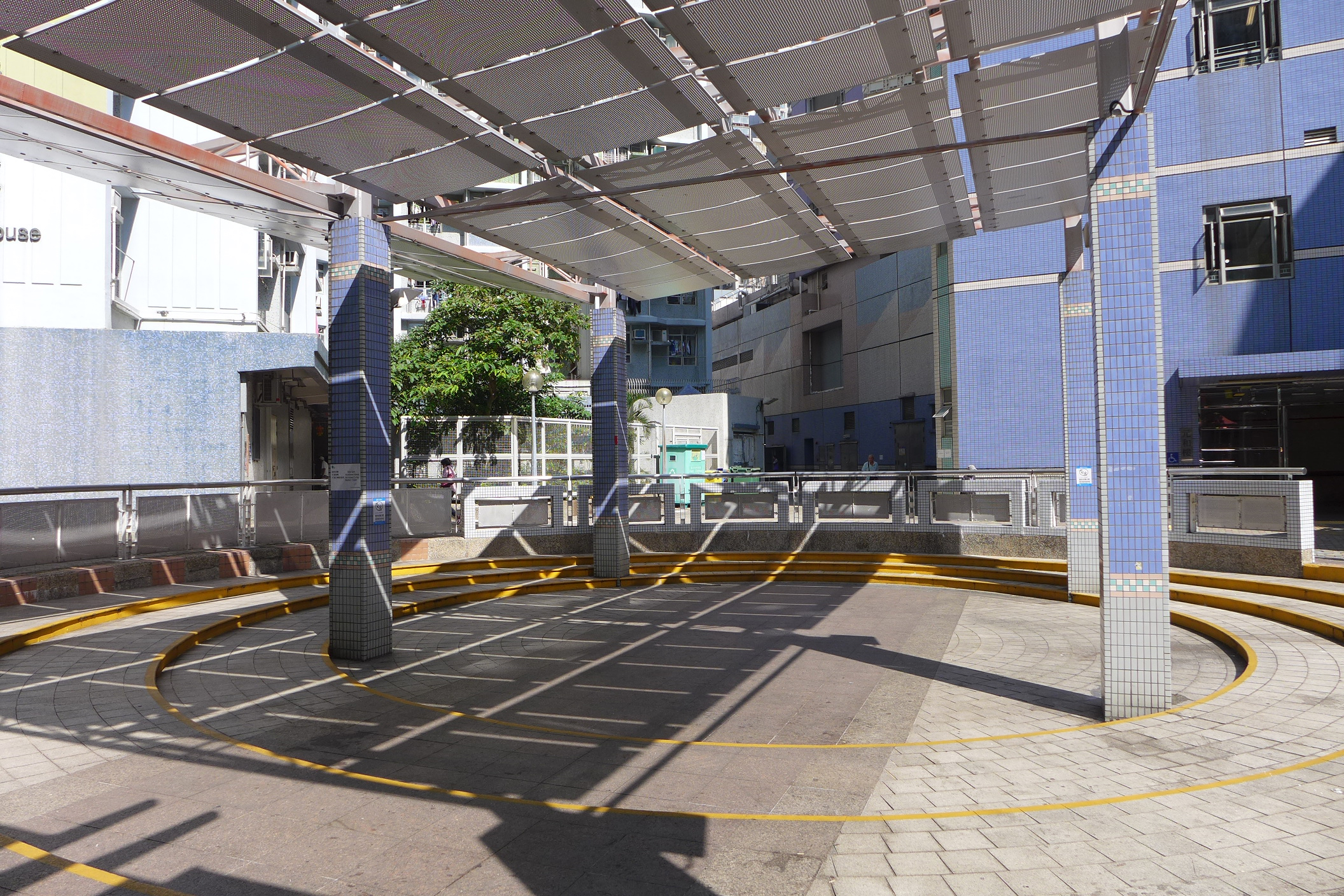
元州商場外的小型劇場（2016年9月）
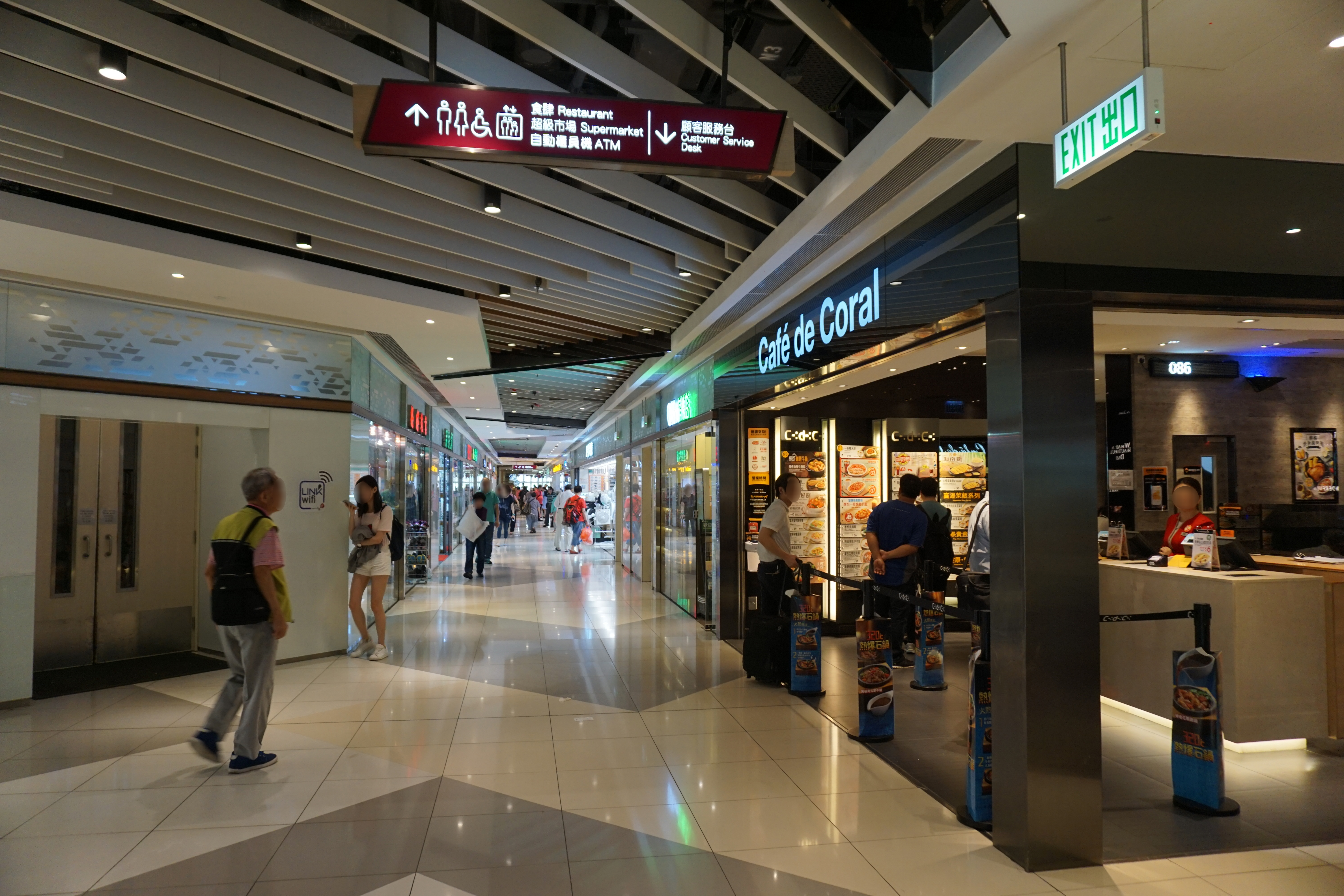
元州商場一樓（2017年4月）

## 圖片庫

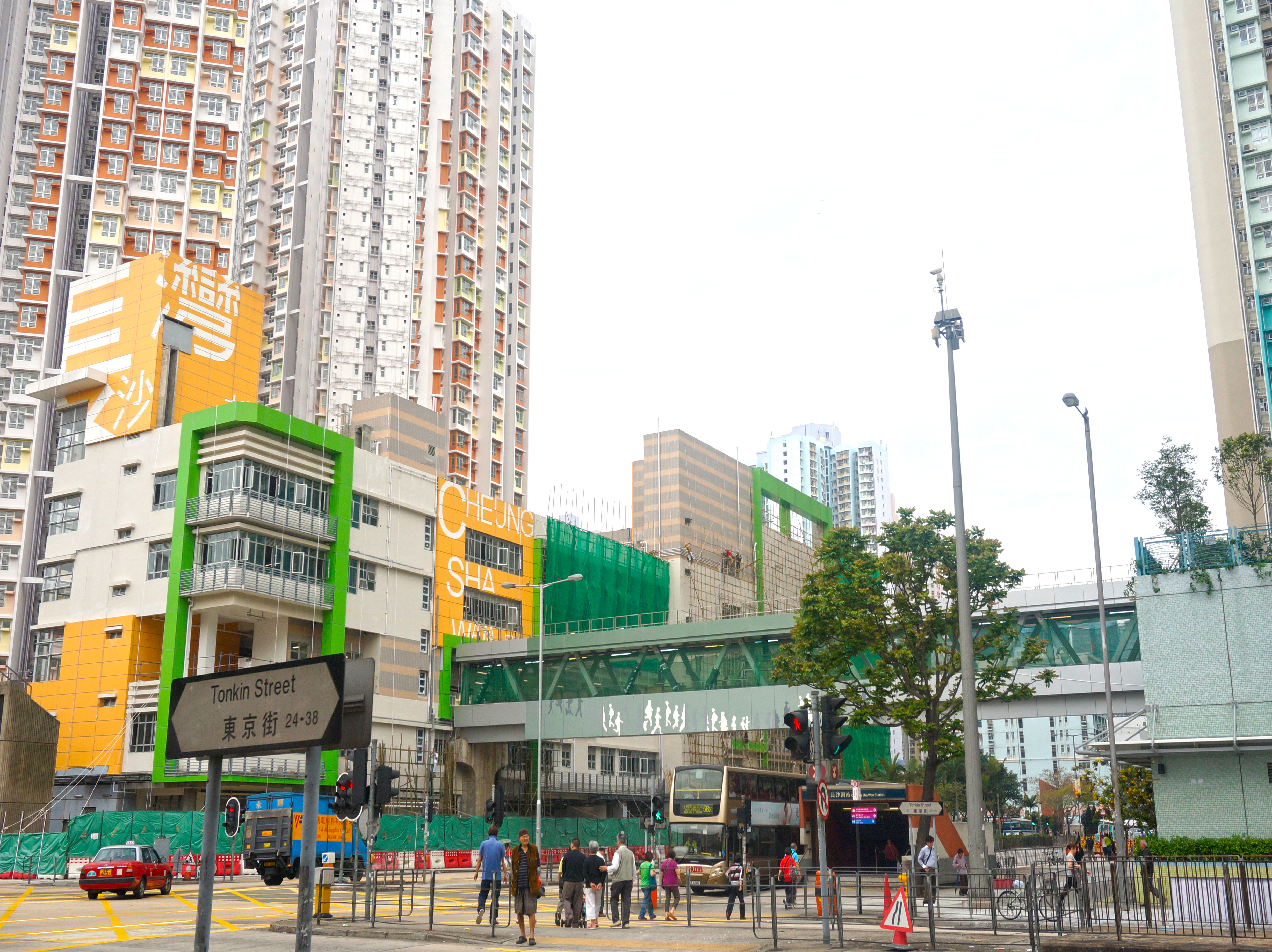
連接長沙灣邨與元州邨之間行人天橋
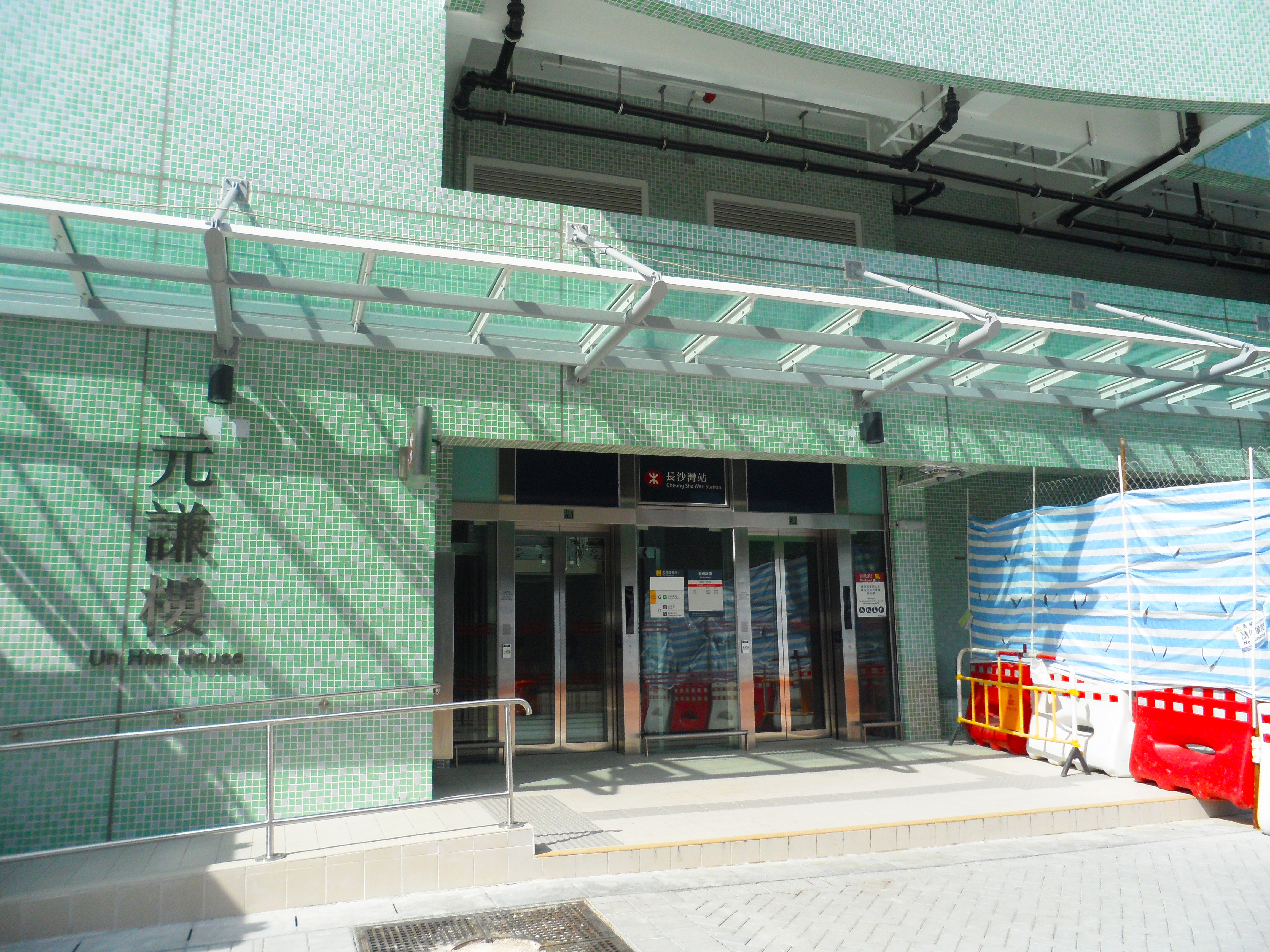
元謙樓與港鐵長沙灣站升降機入口
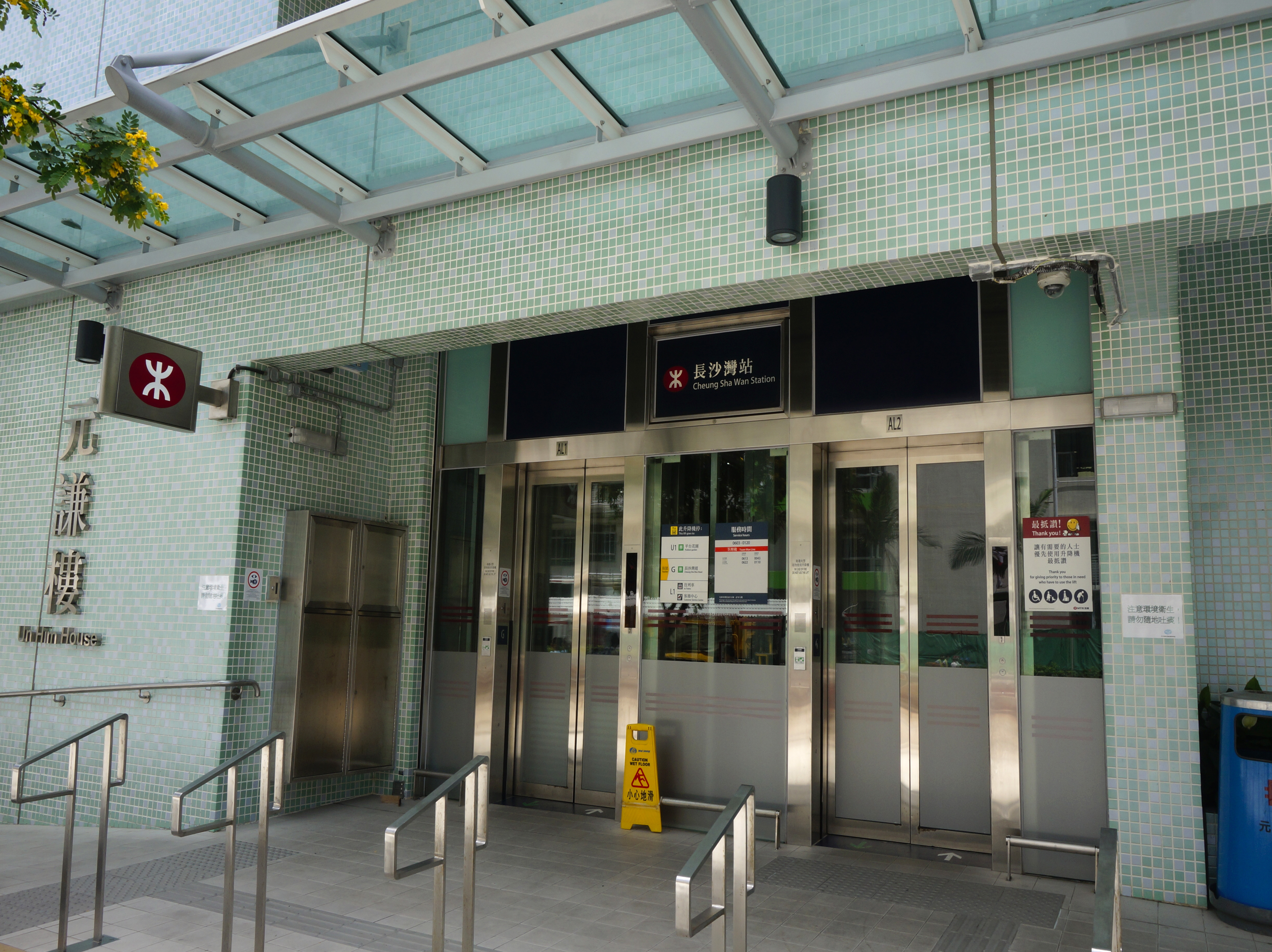
元謙樓與港鐵長沙灣站升降機入口（另一角度）
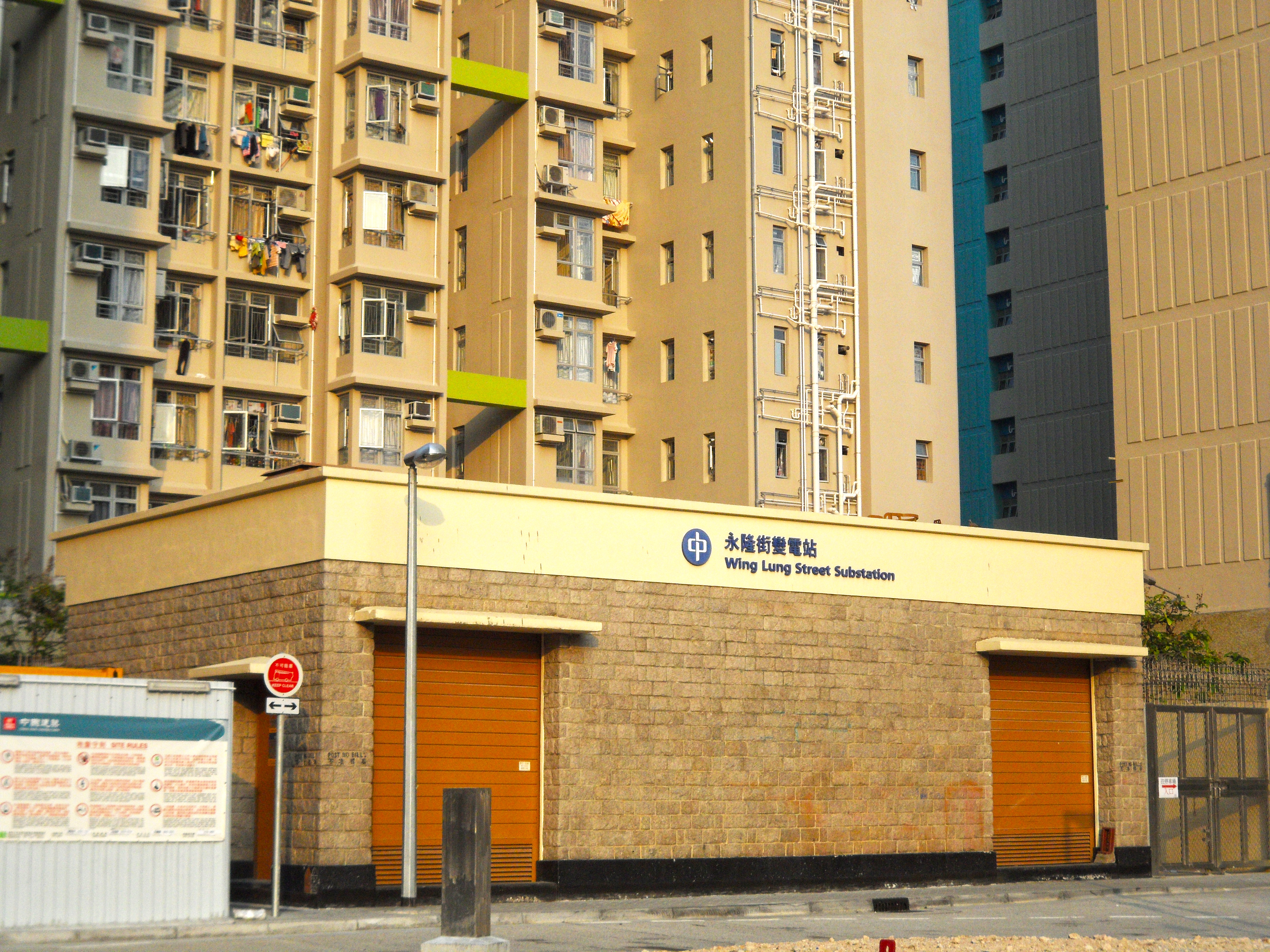
永隆街變電站（2012年10月）
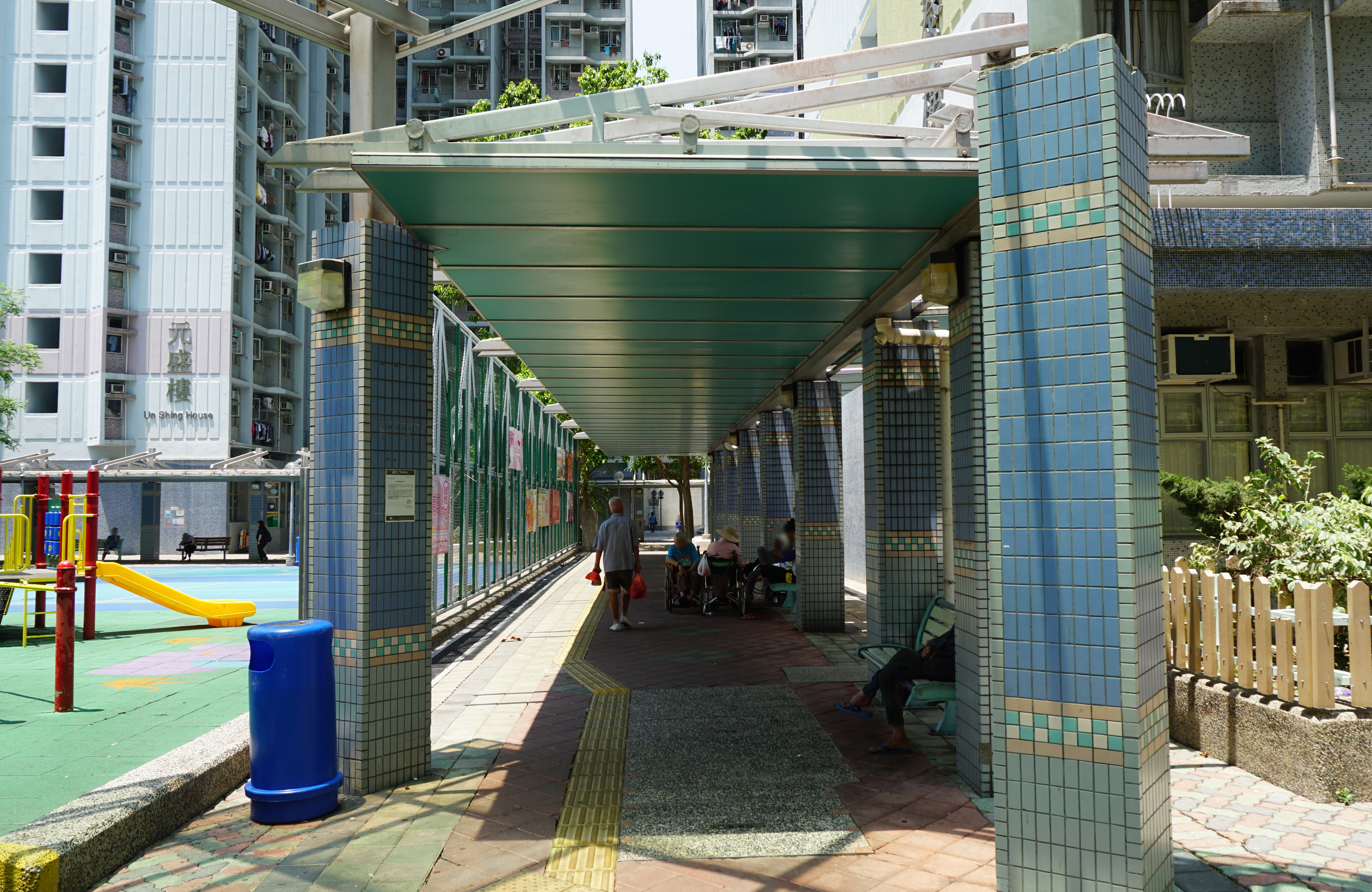
屋邨內的有蓋行人通道（2017年4月）
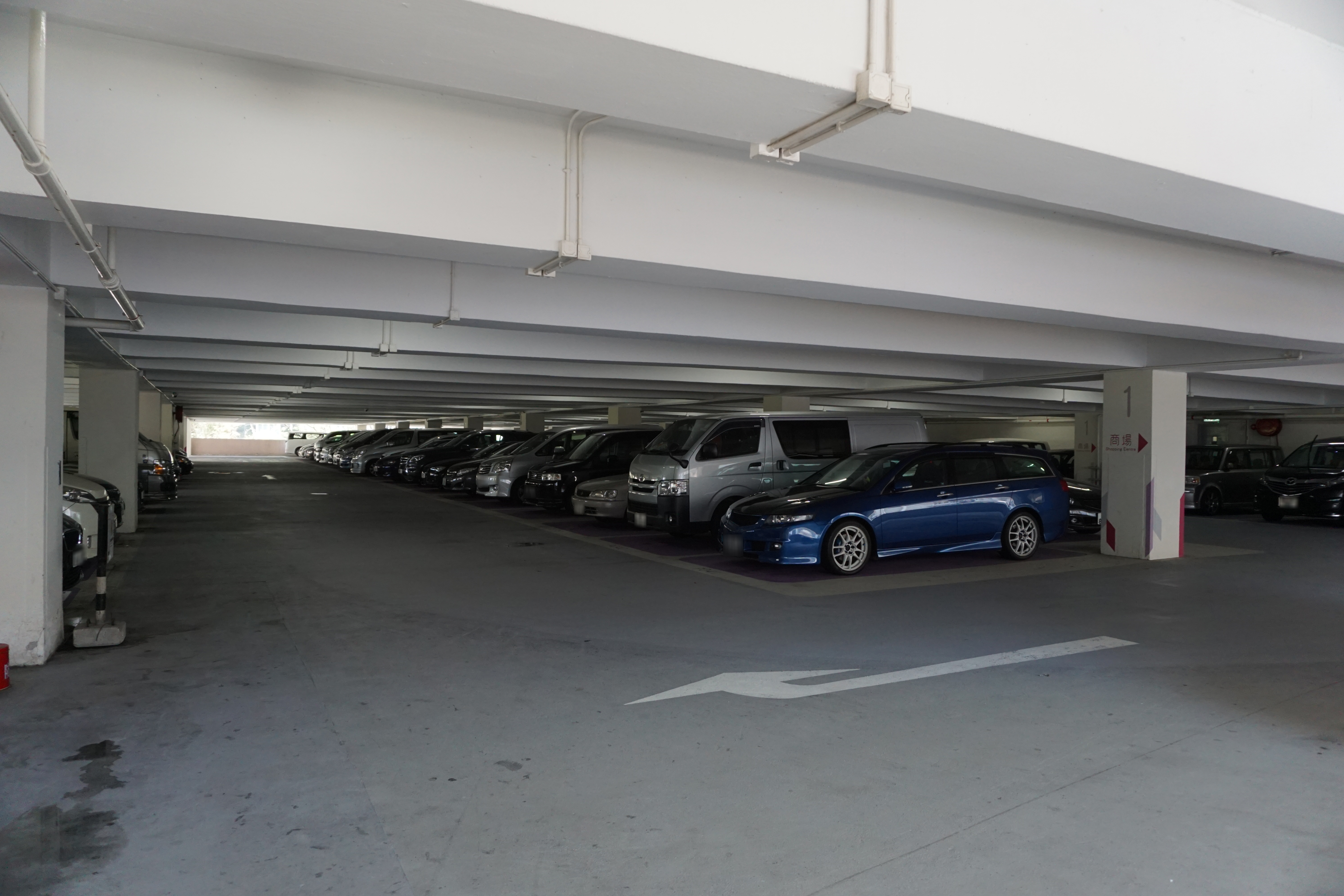
元州邨停車場（2017年4月）
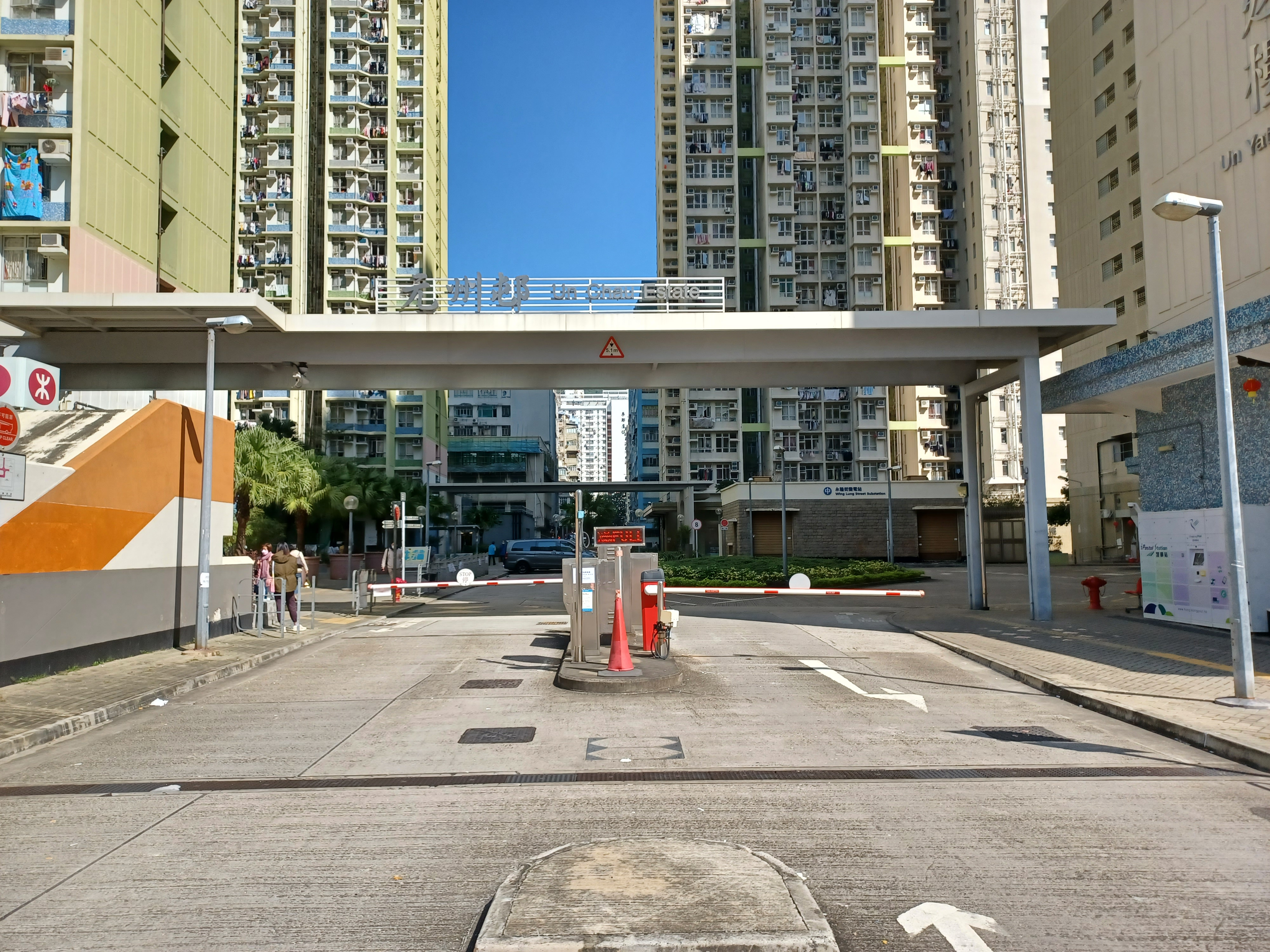
元州邨永隆街車道入口（2023年1月）

### 康樂與休憩設施

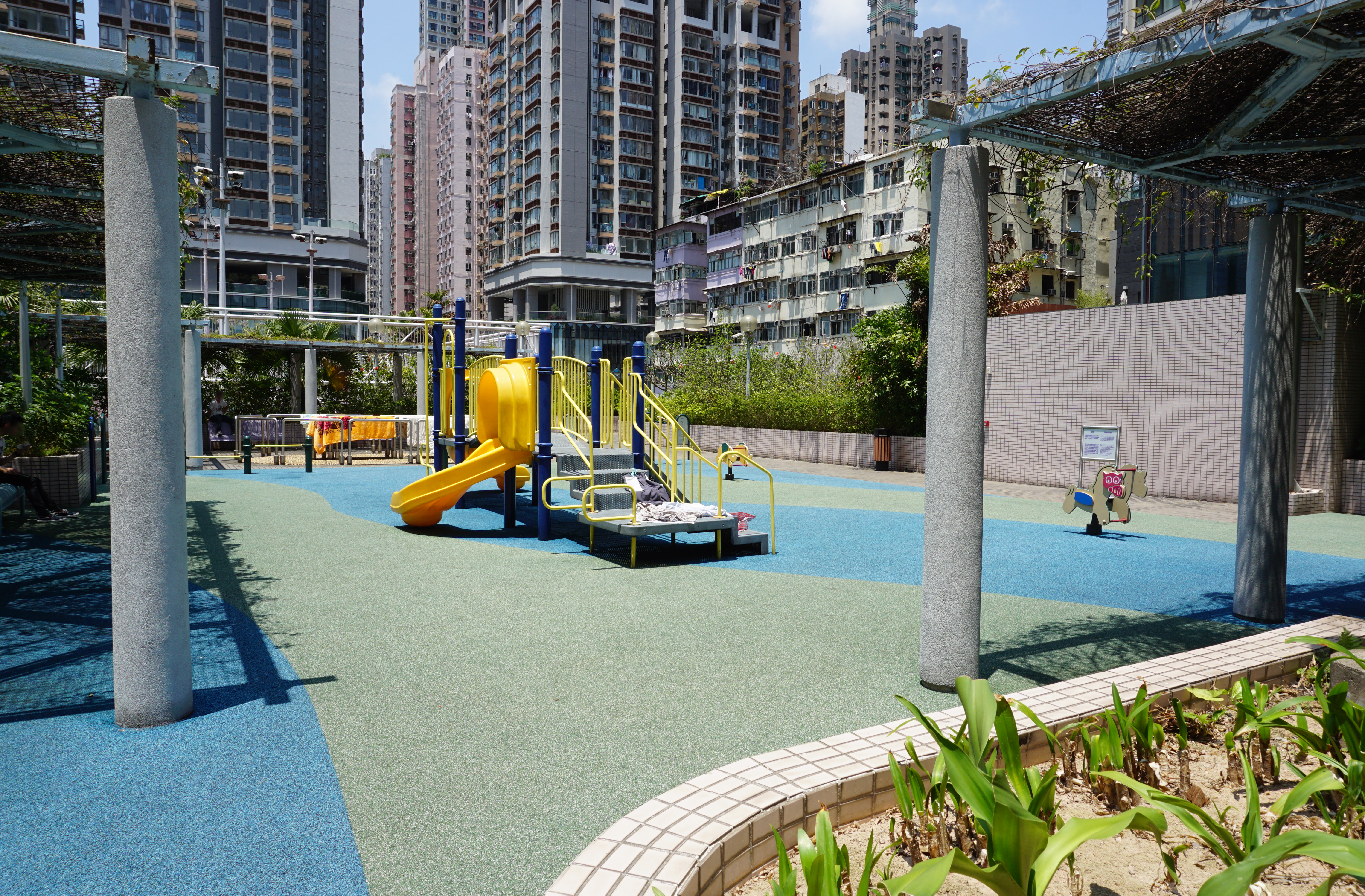
元州邨多層停車場天台的兒童遊樂場及健體區（2017年4月）
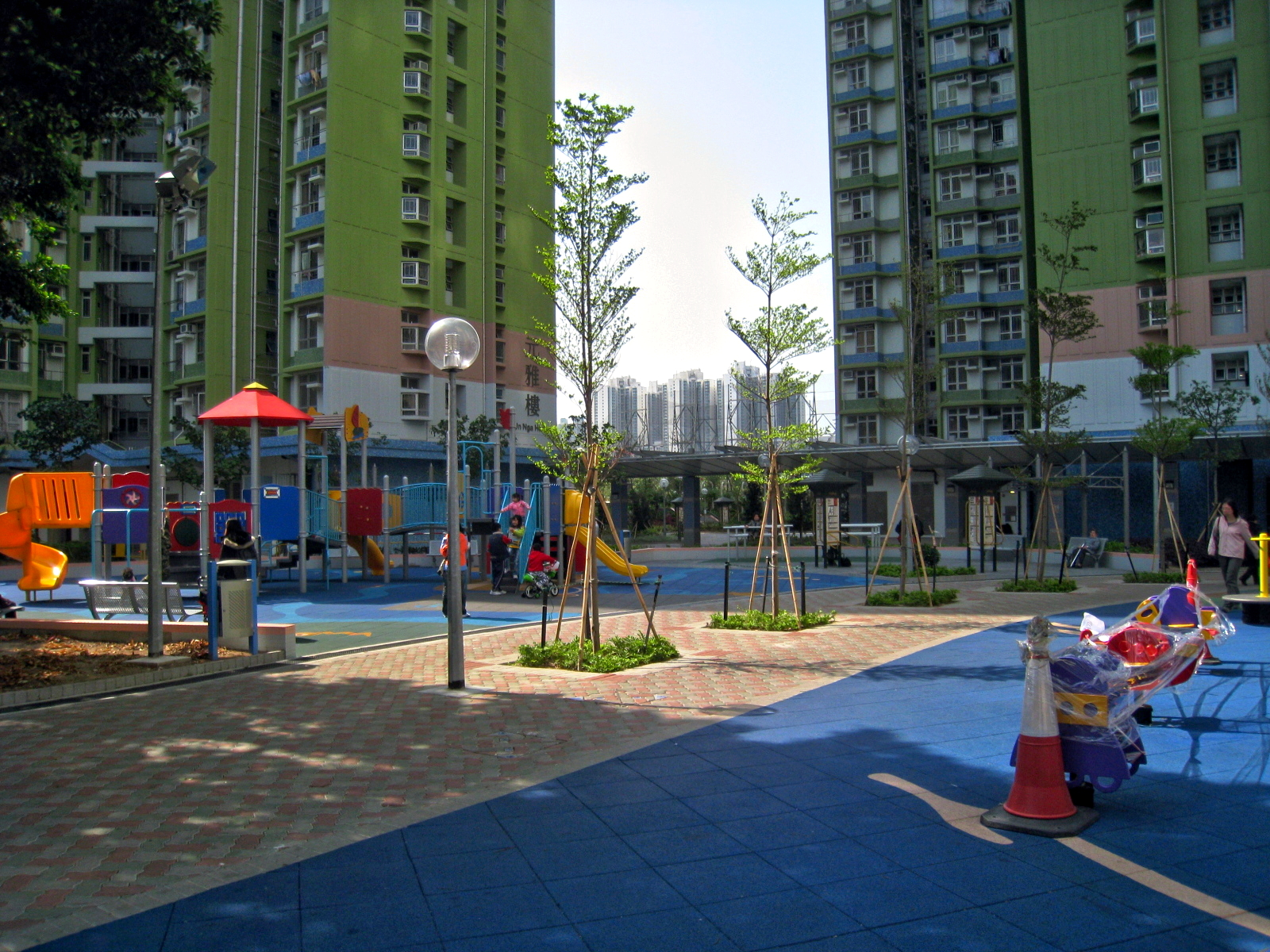
元州邨第4期元雅樓外的兒童遊樂場（2009年3月）
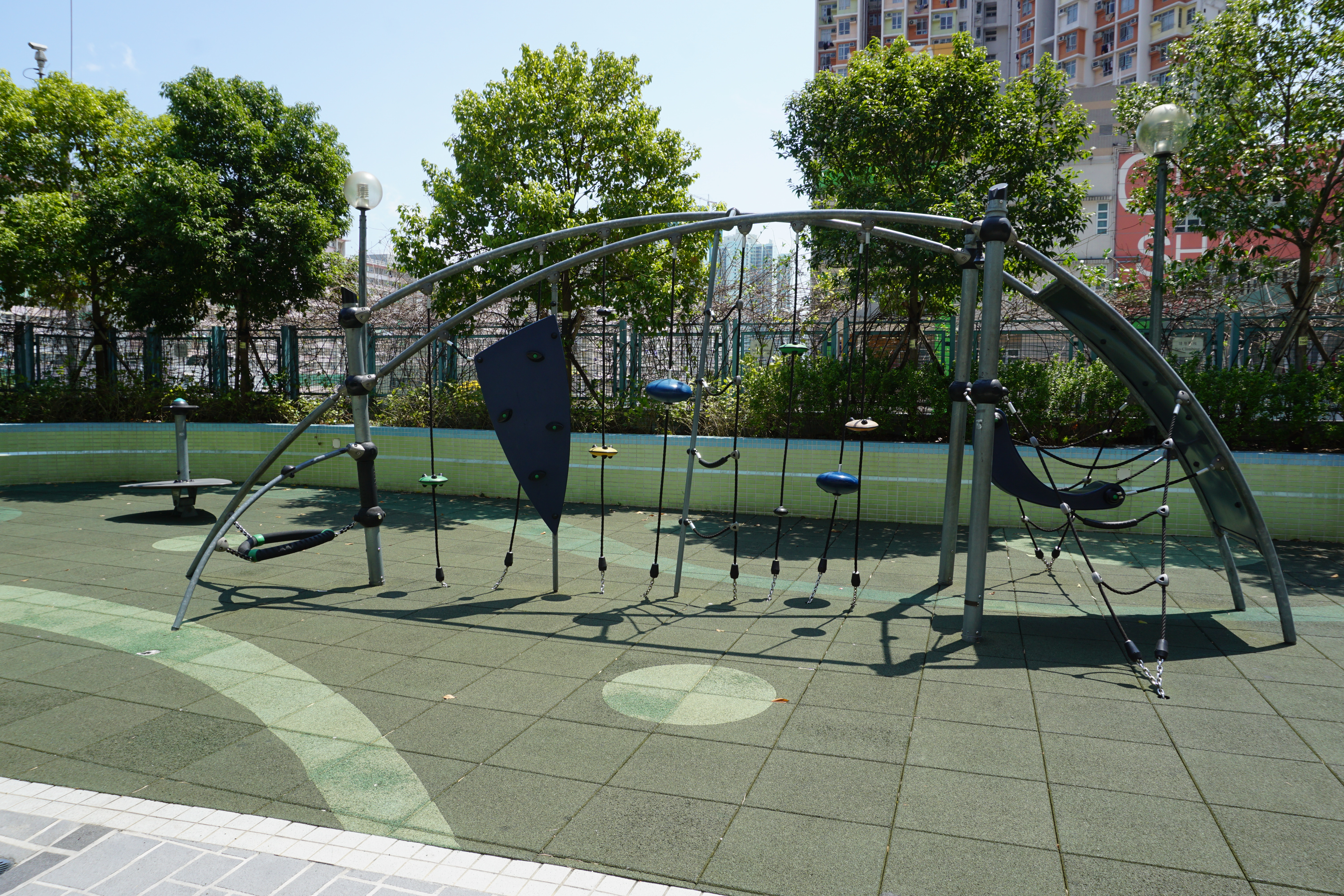
元州邨第5期兒童遊樂場（2017年4月）
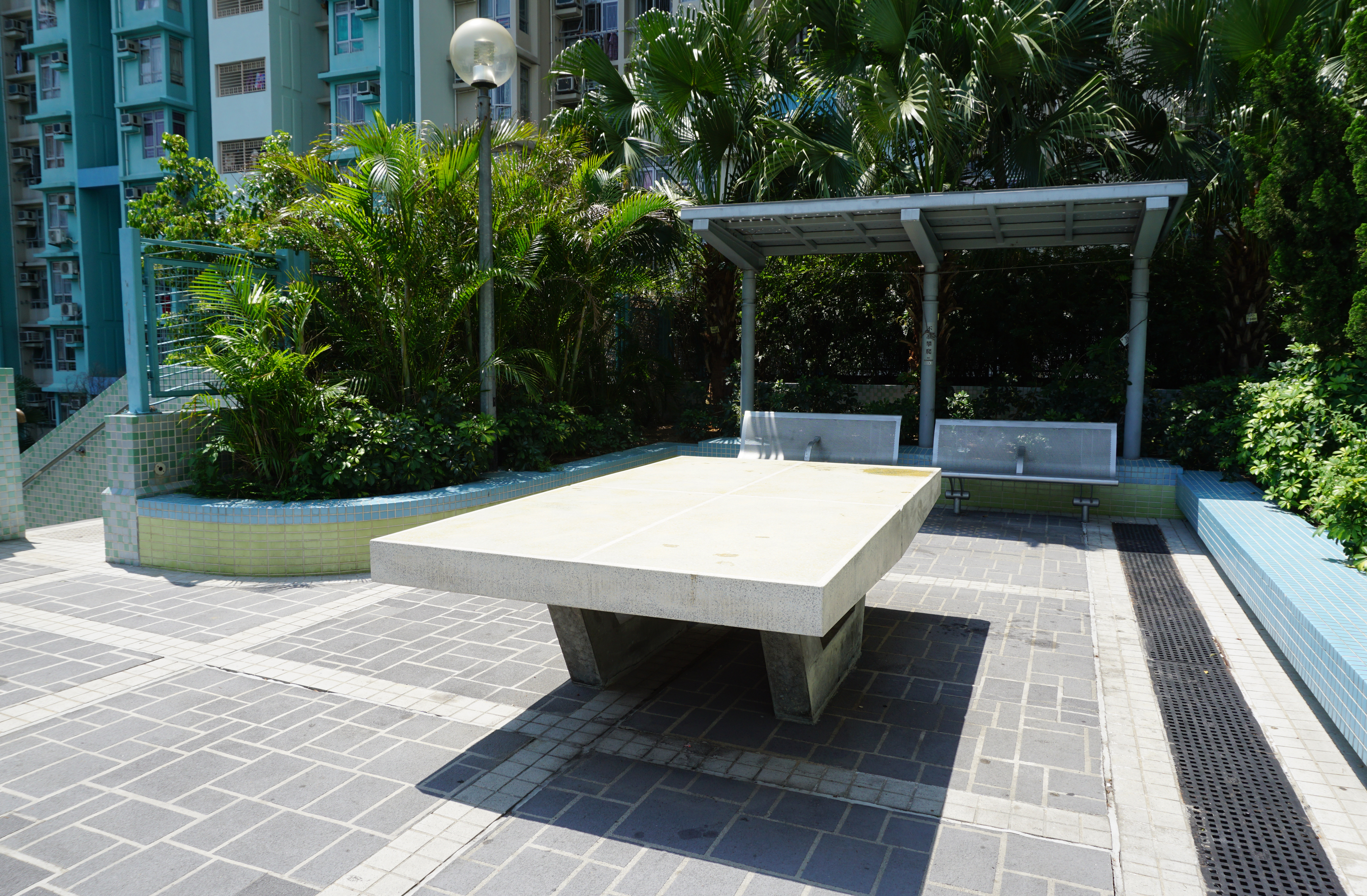
元州邨第5期平台乒乓球檯（2017年4月）
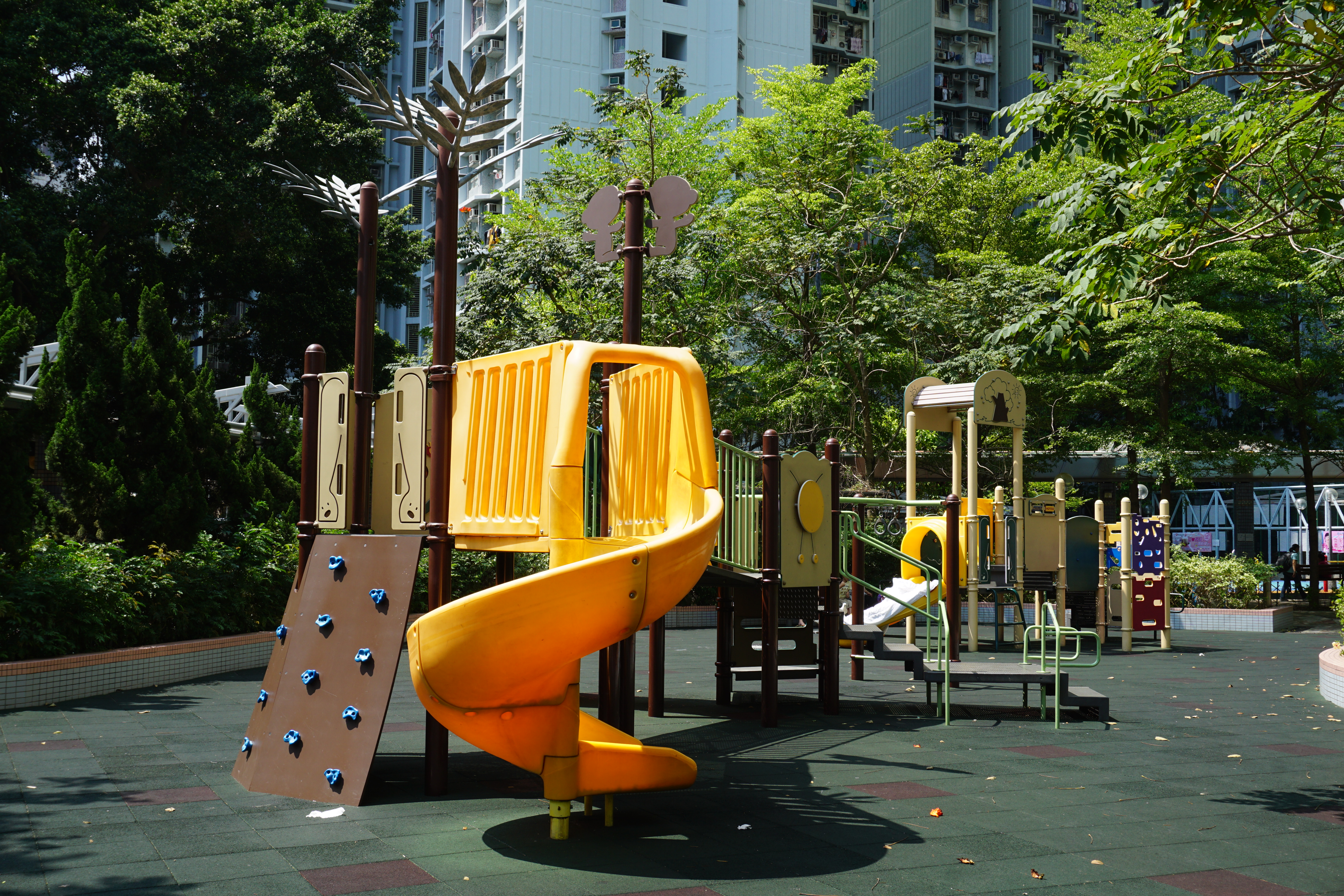
設有小童攀石牆的兒童遊樂場（2017年4月）
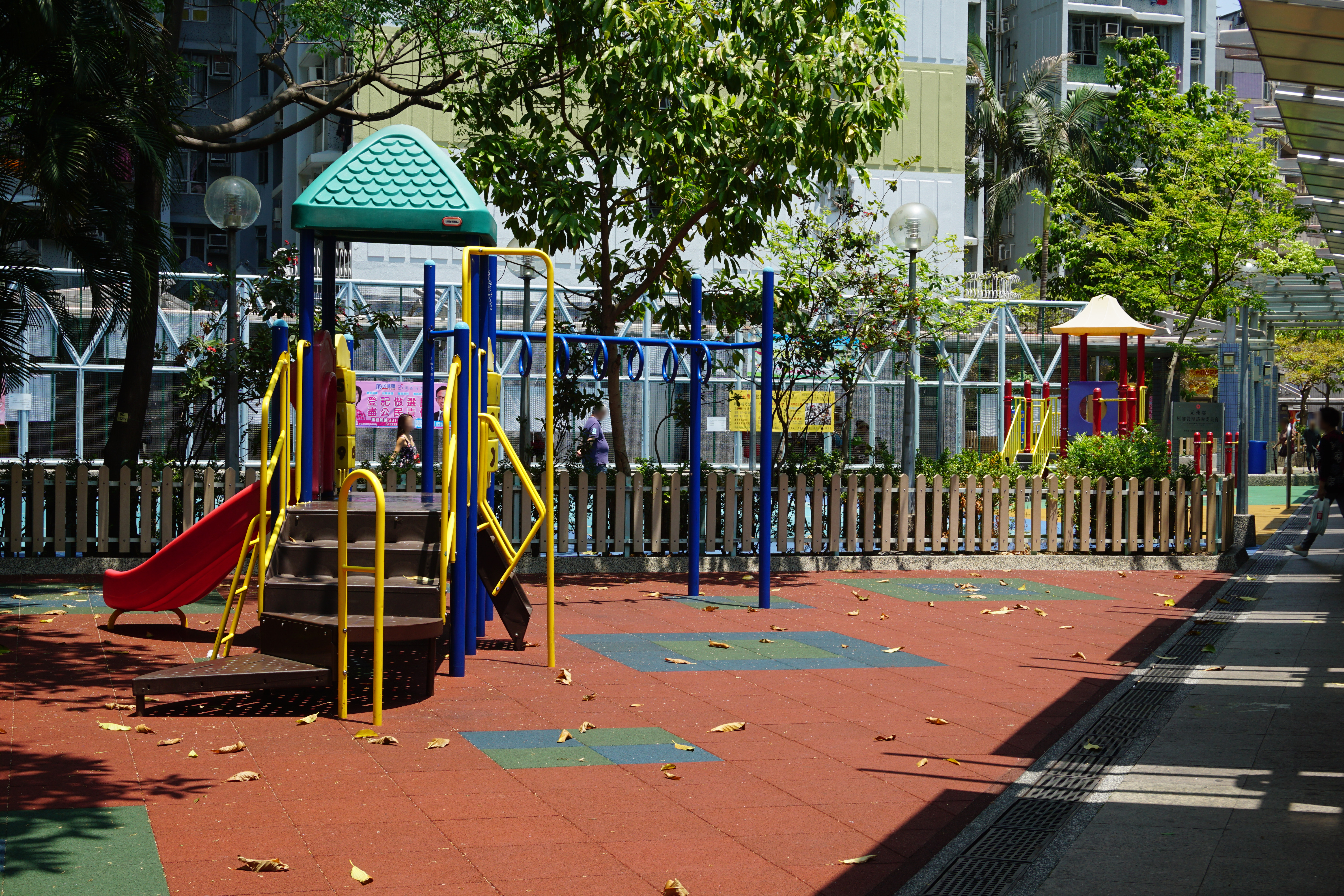
設有舉高雙手攀過的兒童遊樂場（2017年4月）
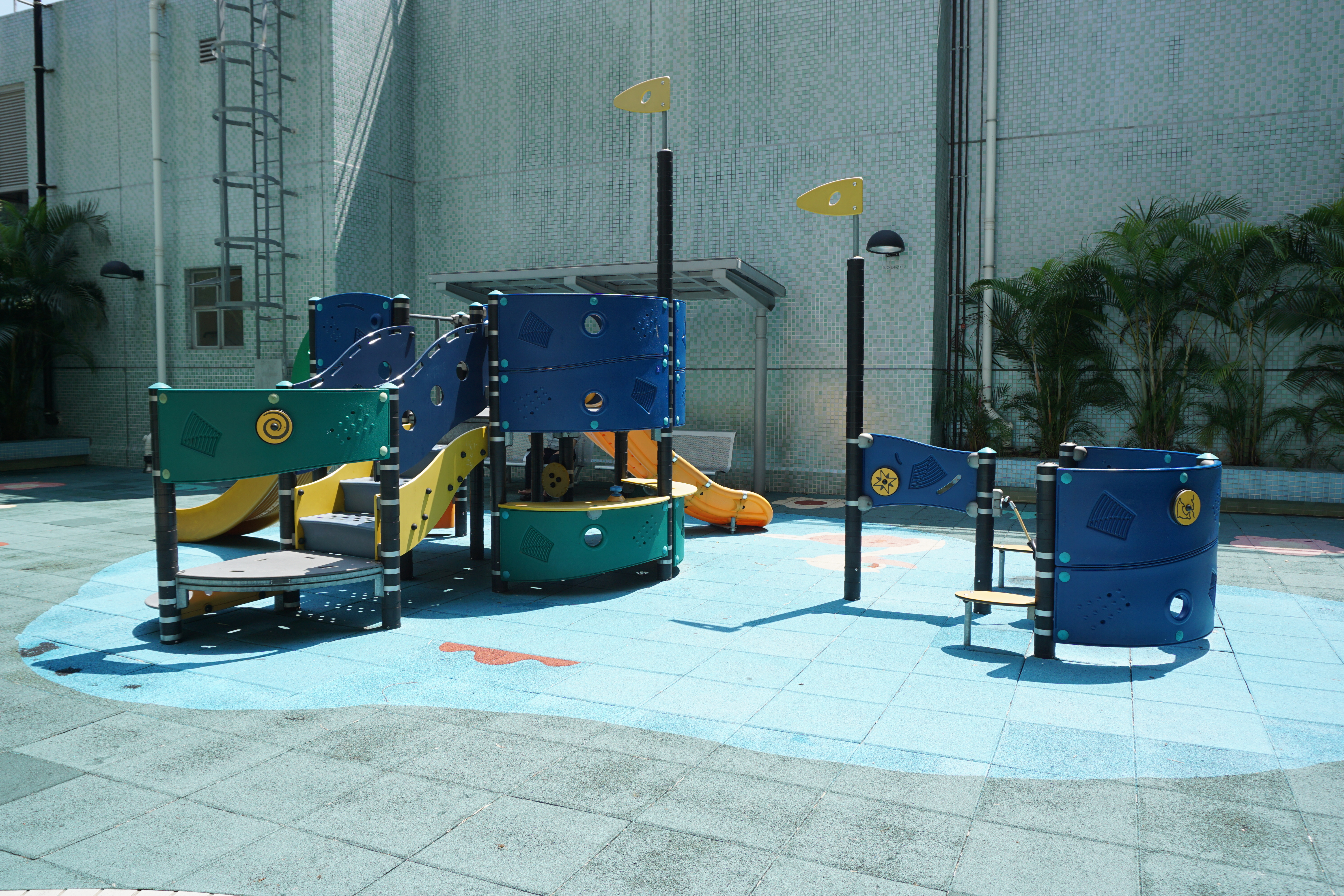
新款兒童遊樂場，外型與一般公共屋邨的遊樂設施有別（2017年4月）
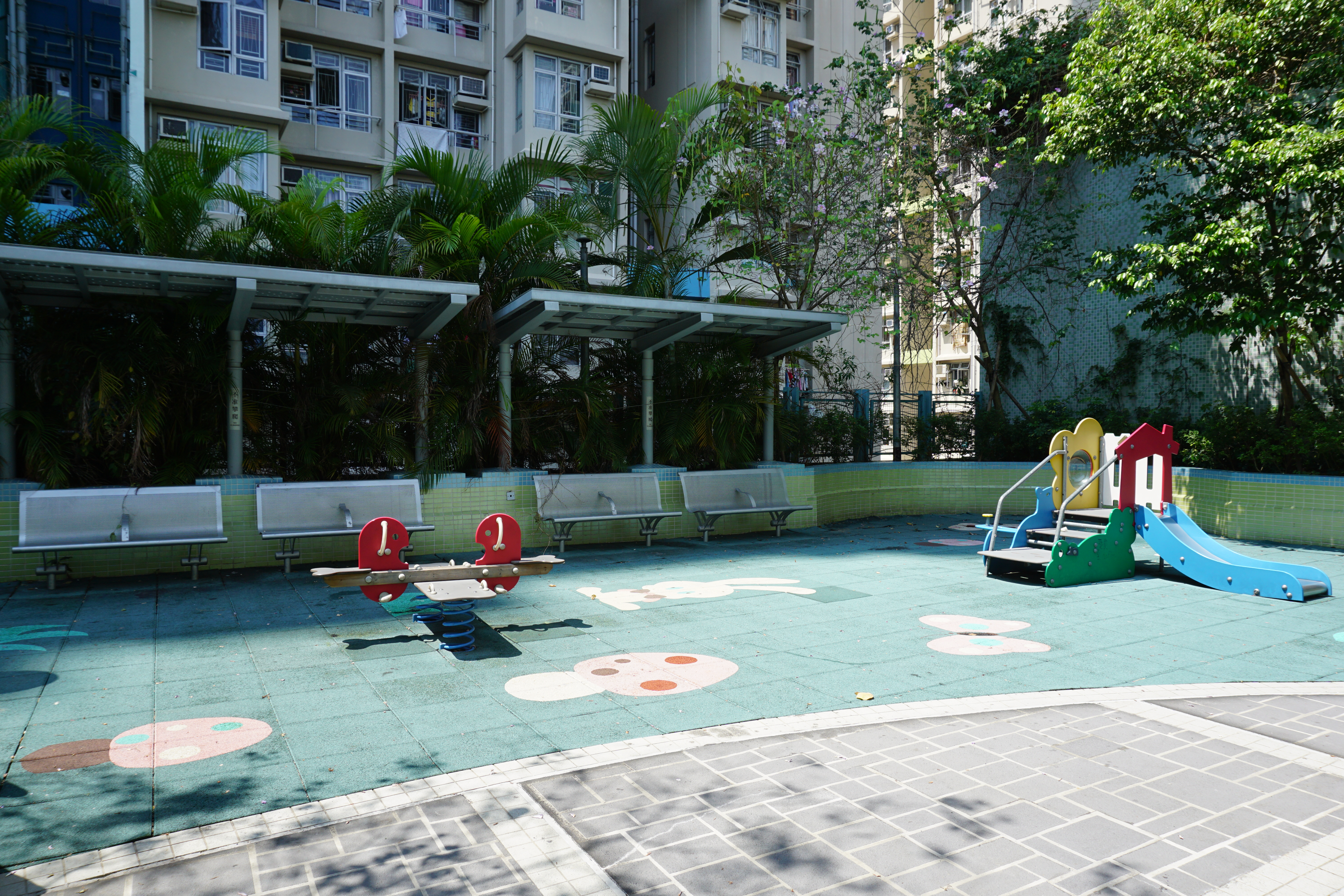
邨內唯一設有蹺蹺板的兒童遊樂場（2017年4月）
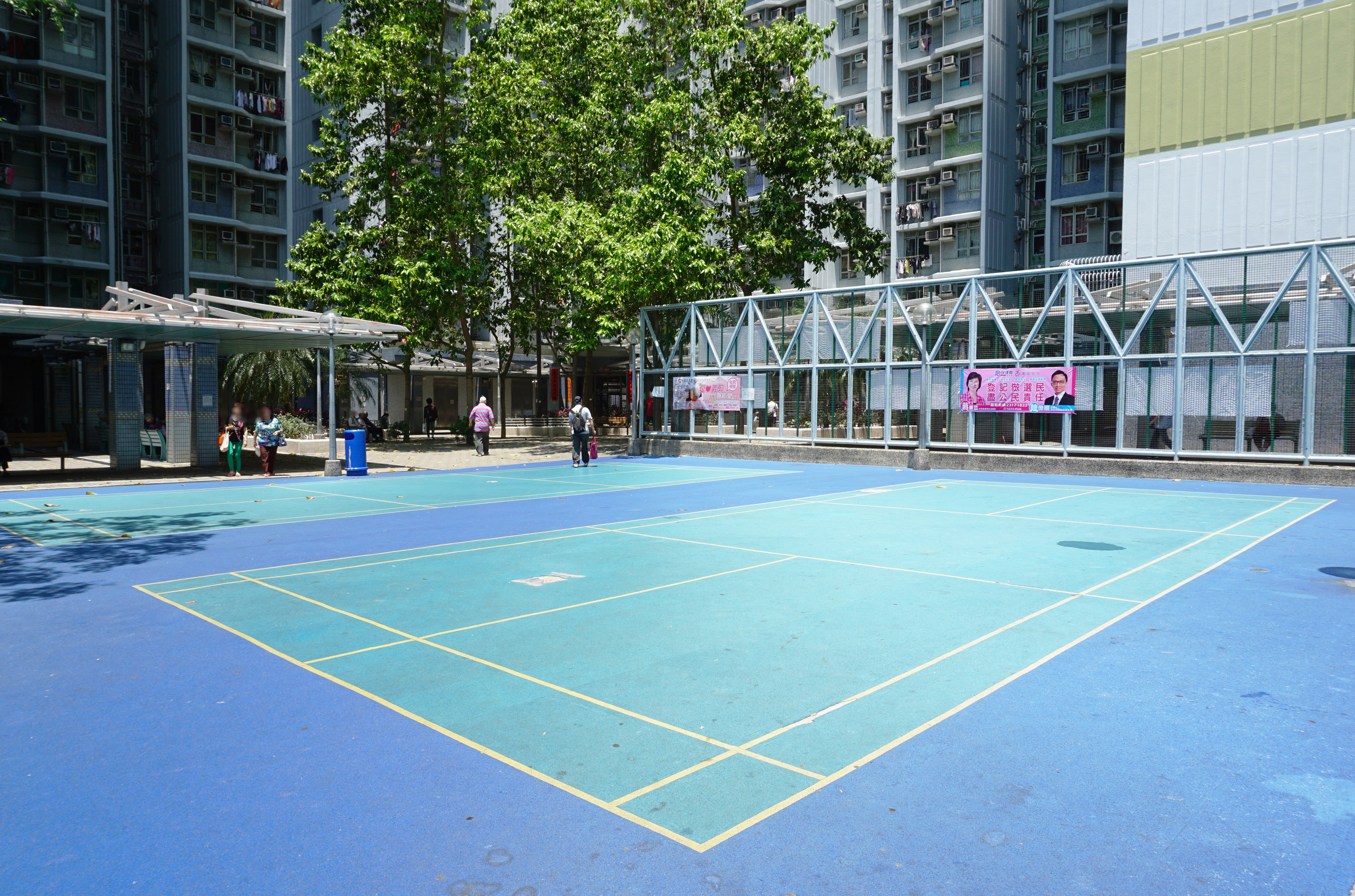
屋邨內的羽毛球場（2017年4月）
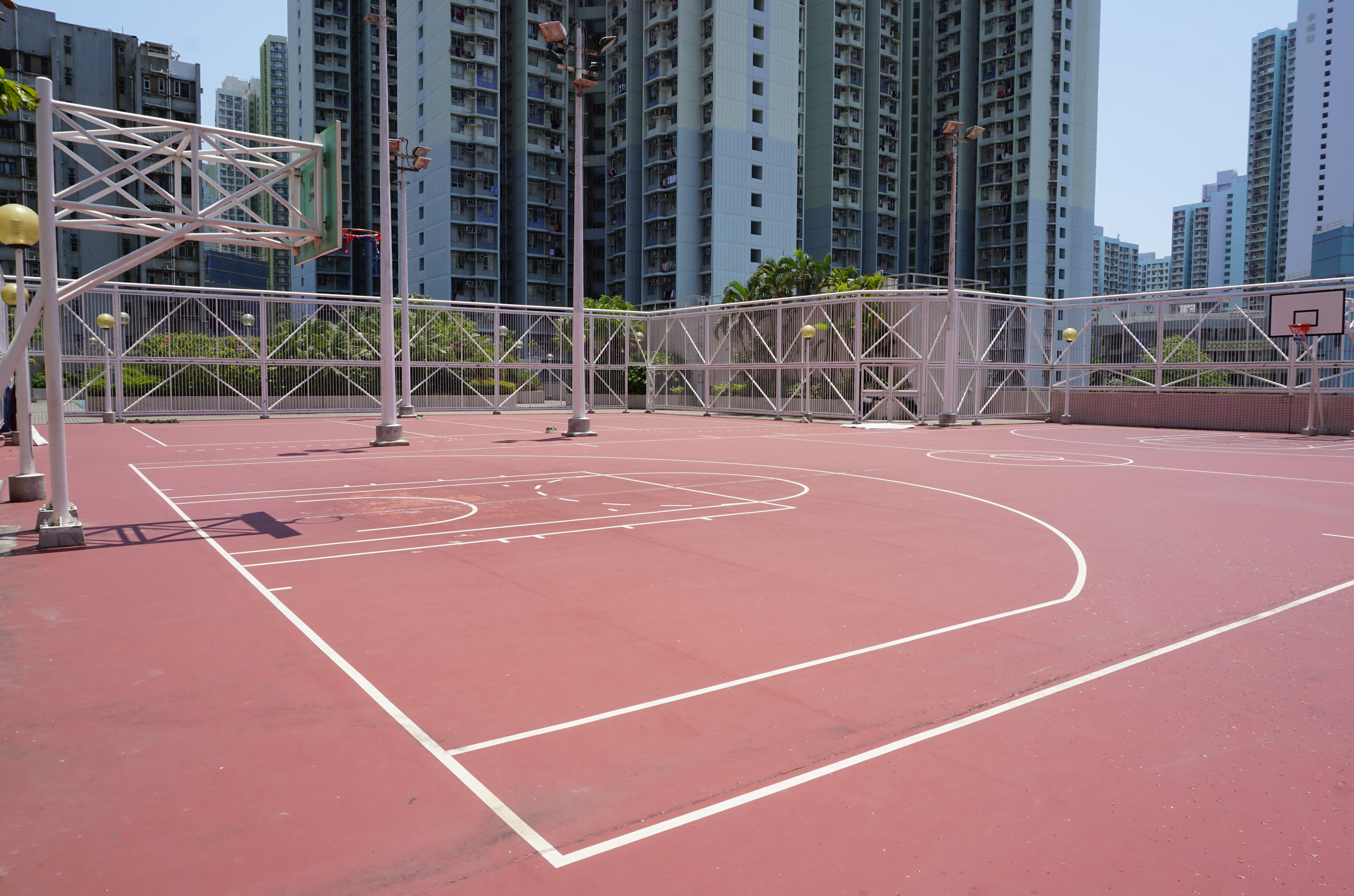
籃球場及排球場（2017年4月）
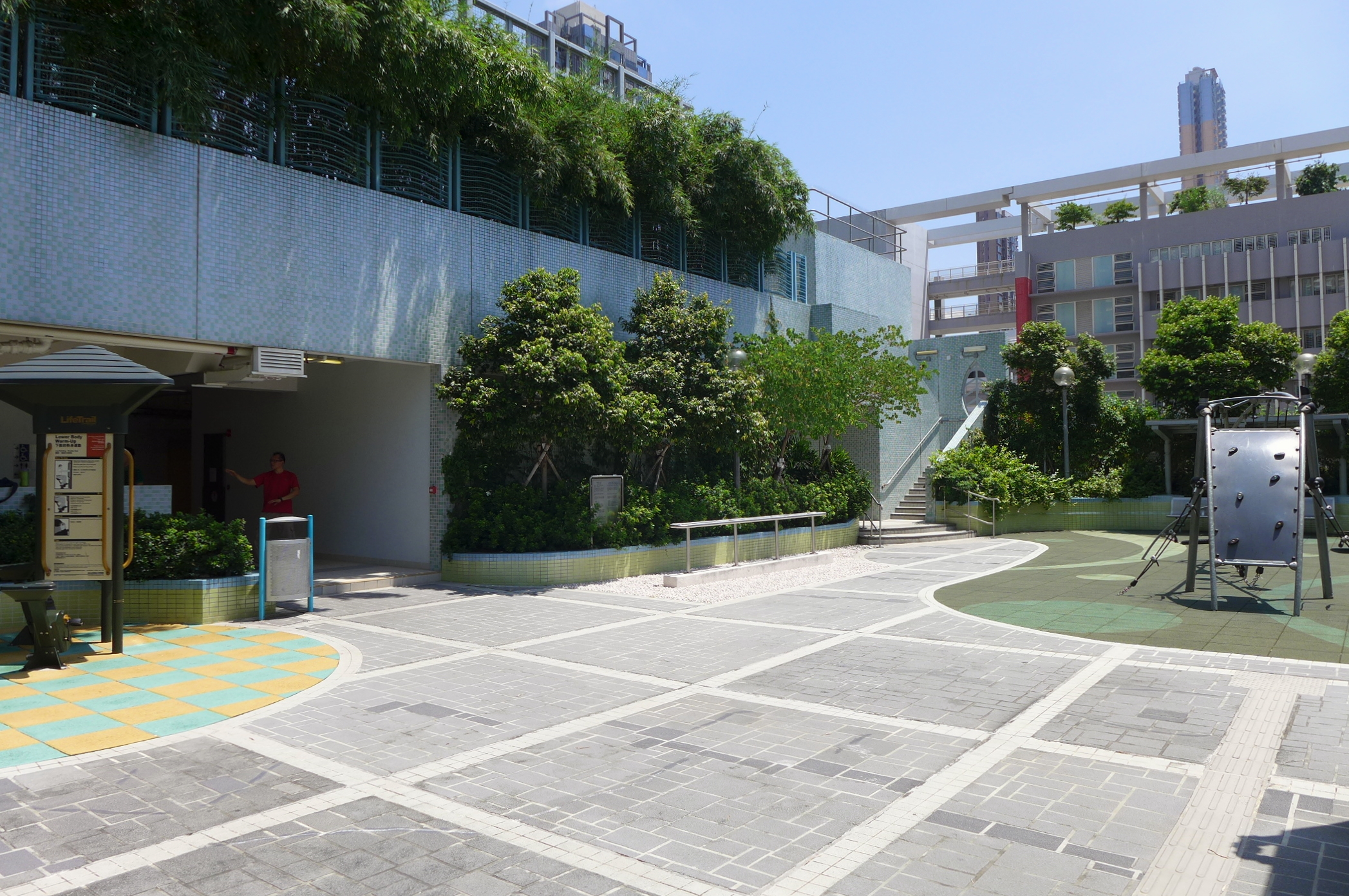
元州邨第5期元謙樓的平台花園（2015年9月）
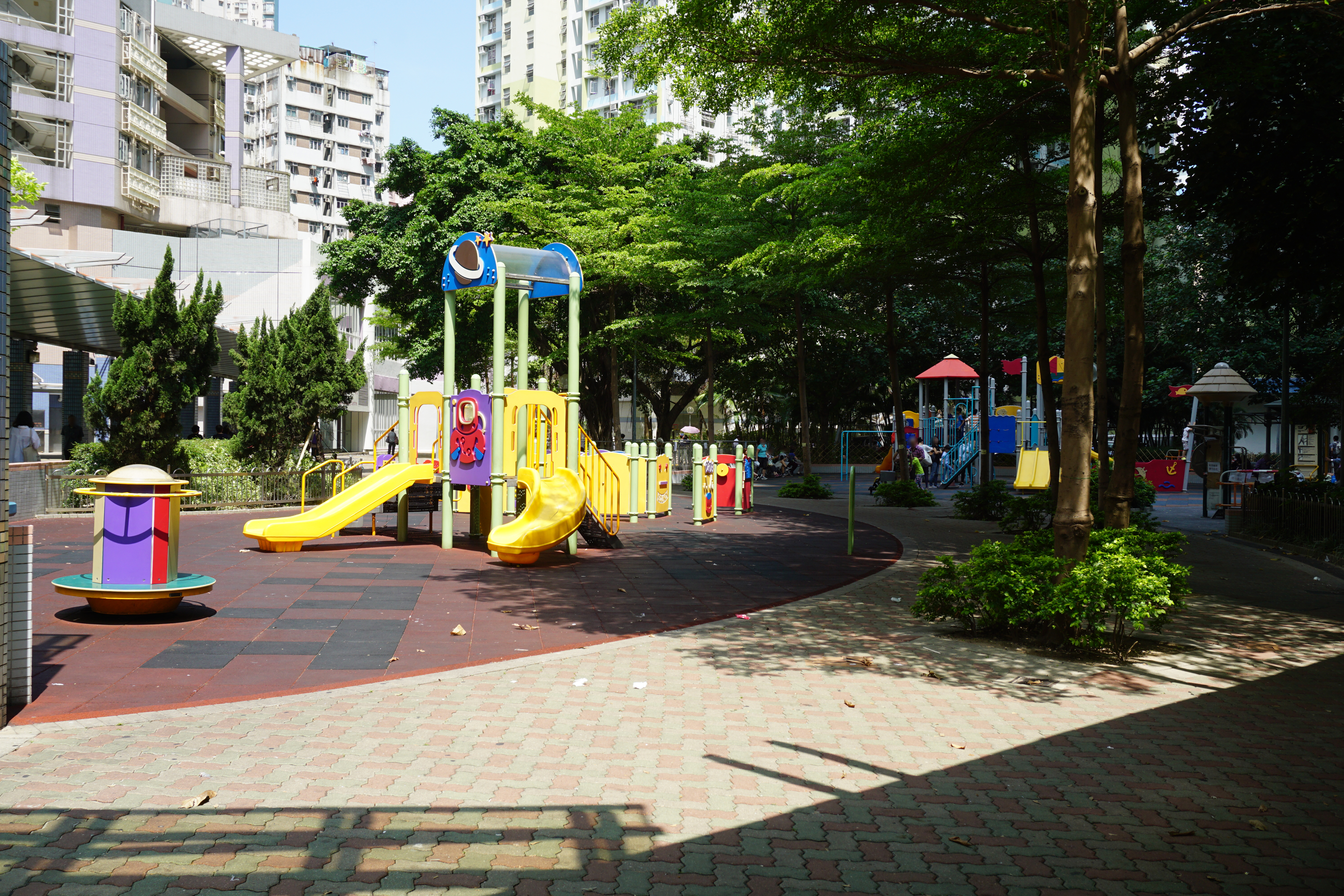
元州邨第1期元康樓北面的兒童遊樂場（1）及健體區（2）（2017年4月）
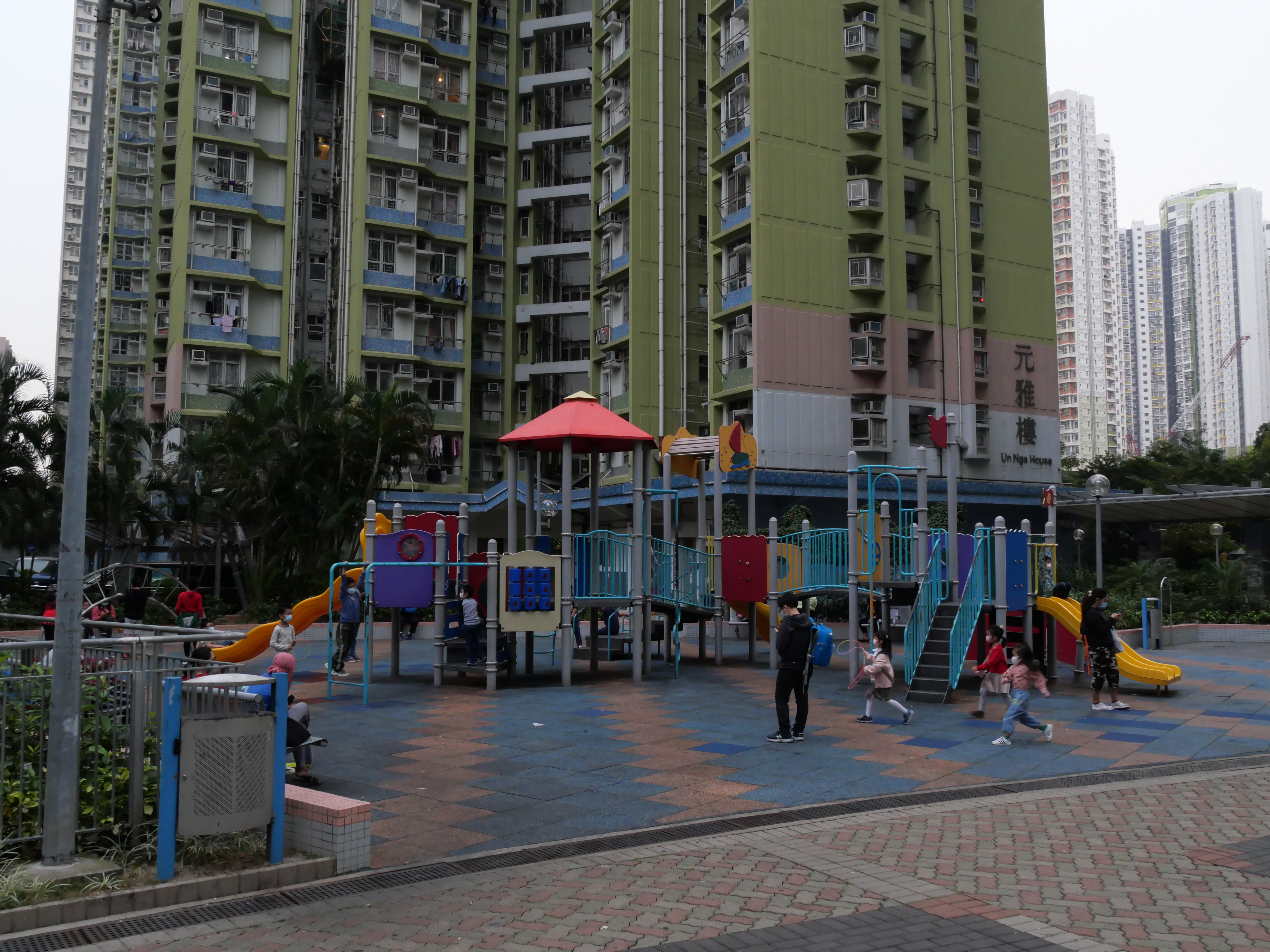
元州邨第4期元雅樓外的兒童遊樂場（2020年12月）

## 區議會議席分佈
| 範圍／年度                             | 2000-2003 | 2004-2007 | 2008-2011 | 2012-2015  | 2016-2019  | 2020-2023 | 2024-2027 |
| -------------------------------------- | --------- | --------- | --------- | ---------- | ---------- | --------- | --------- |
| 元康樓、元和樓、元泰樓、元豐樓及元盛樓 | 元州      | 元州      | 元州      | 元州及蘇屋 | 元州及蘇屋 | 元州      | 深水埗西  |
| 元樂樓、元雅樓、元智樓、元禧樓及元健樓 | 尚未落成  | 尚未落成  | 元州      | 元州及蘇屋 | 元州及蘇屋 | 元州      | 深水埗西  |
| 元謙樓、元滿樓、元慧樓及元逸樓         | 尚未落成  | 尚未落成  | 尚未落成  | 寶麗       | 寶麗       | 寶麗      | 深水埗西  |

## 事件

### 元州邨元泰樓1樓躁父殺子案
2003年4月28日，19歲青年倪浩增與61歲父親因爭看電視起爆發爭執（但實際上是早有預謀），期間被父親以牛肉刀插其胸腹各一刀，導致腸臟溢出致死。

### 食水含鉛超標
民建聯在7月13日起抽取元州邨63個水辦。化驗結果顯示，元州邨二期元禧樓高層及元樂樓低層的水辦樣本含鉛量超標，其中元禧樓高層單位浴室冷水辦驗出每公升89微克，超出世衞標準近8倍，另外元樂樓低層單位廚房冷水辦亦驗出達21微克，超出世衞標準1.1倍。
政府隨後公佈元州邨135個食水水辦中，有19個超標，數值介乎每公升11至153微克，最多超標逾14倍，於元健樓一單位抽取。